# História do Botafogo de Futebol e Regatas

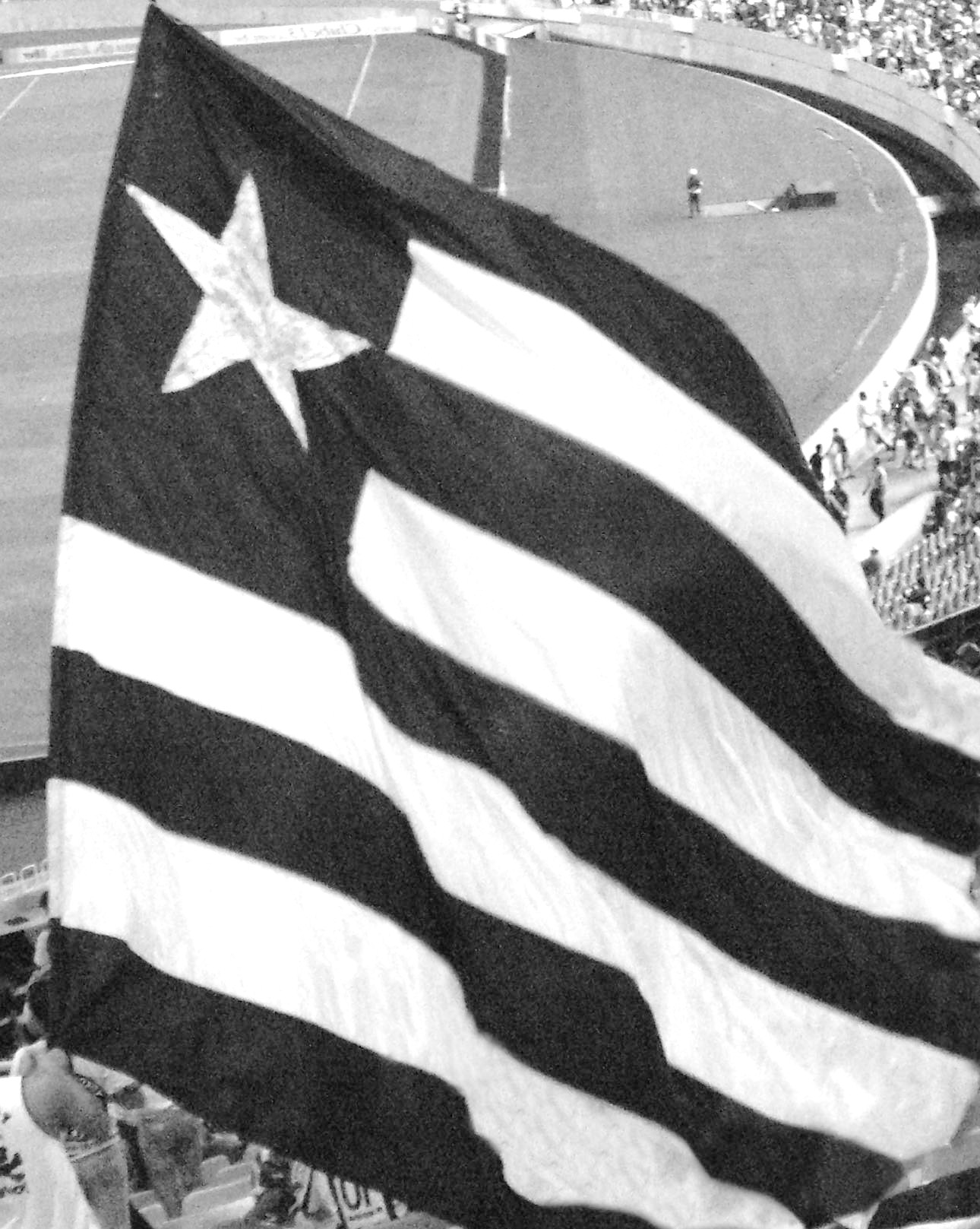
Bandeira oficial do Botafogo de Futebol e Regatas

A história do Botafogo de Futebol e Regatas começa em 1891, data da fundação do Grupo de Regatas Botafogo na cidade do Rio de Janeiro. Três anos depois, o grupo se transformou em Club de Regatas Botafogo e, em 1904, surgiu o Botafogo Football Club. Após 38 anos com as duas agremiações existindo em paralelo, a fusão entre os dois clubes criou o Botafogo de Futebol e Regatas, atualmente uma das entidades esportivas mais populares do Brasil.
Conhecido pela estrela de cinco pontas em seu distintivo, que lhe dá a alcunha de clube da Estrela Solitária, o Botafogo tem como suas cores oficiais o preto e o branco. Desde 2007, manda seus jogos de futebol no Estádio Nilton Santos, antes chamado de Engenhão. Seus principais rivais são o Flamengo, o Fluminense e o Vasco da Gama.
Foi indicado pela FIFA ao seleto grupo dos maiores clubes do século XX. Dentre seus principais títulos estão: vinte e um Campeonatos Cariocas, quatro Torneios Rio-São Paulo, três Campeonatos Brasileiros, uma Copa CONMEBOL (precursora da atual Copa Sul-Americana) e uma Copa Libertadores da América.
Além disso, o clube detém alguns dos principais recordes do futebol brasileiro, como o de maior número de partidas de invencibilidade: 52 jogos entre os anos de 1977 e 1978; o recorde de partidas invictas em jogos do Campeonato Brasileiro: 42, também entre 1977 e 1978; o maior número de participações de jogadores em partidas totais da Seleção Brasileira (considerando jogos oficiais e não oficiais): 1.121 participações;[carece de fontes?] e o maior número de jogadores cedidos à Seleção Brasileira para Copas do Mundo. O clube ainda é o responsável pela maior vitória já registrada no futebol brasileiro: 24–0 sobre o Sport Club Mangueira no Campeonato Carioca de 1909.

## Surgimento

### Antecessores

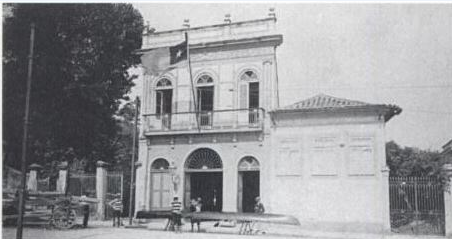
Primeira sede do Club de Regatas Botafogo e a bandeira com a estrela solitária hasteada na sacada

A história do Botafogo remete ao século XIX, mais precisamente 1891, quando membros egressos do Clube Guanabarense, criado em 1874, criaram o Grupo de Regatas Botafogo, tendo como um de seus fundadores o remador Luiz Caldas, conhecido como Almirante. Logo após o falecimento de Caldas, o grupo foi regulamentado como Club de Regatas Botafogo. O clube tinha como sede um casarão, atualmente demolido, no sul da praia de Botafogo, encostado ao Morro do Pasmado, onde hoje termina a avenida Pasteur.
O clube foi o primeiro carioca campeão brasileiro de alguma modalidade esportiva: com a vitória do atleta Antônio Mendes de Oliveira Castro, que anos mais tarde viria a se tornar presidente do clube, o Botafogo sagrou-se campeão nacional no remo em disputa realizada no Rio de Janeiro em outubro de 1902. Foi graças a essa modalidade que nasceu um dos maiores símbolos do alvinegro, a Estrela Solitária: na época, os remadores treinavam na Enseada de Botafogo ainda de madrugada e frequentemente avistavam a estrela d'alva brilhando no ceú. Por conta disso, os remadores adotaram o símbolo, colocando a estrela branca no uniforme preto que o clube usava.

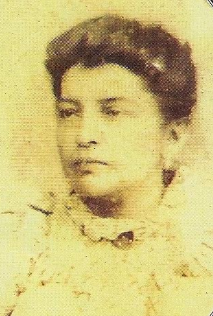
Dona Chiquitota, avó de Flávio Ramos, responsável por batizar o Botafogo Football Club

No dia 12 de agosto de 1904, paralelamente ao clube de regatas, surgia também no bairro de Botafogo um novo time de futebol, o Electro Club, criado por iniciativa de Flávio Ramos e Emmanuel Sodré, dois adolescentes que estudavam juntos no Colégio Alfredo Gomes. O Botafogo de Football nasceu de uma conversa entre os dois amigos que, durante uma aula, tiveram a primeira ideia de fundar um clube, através de um bilhete passado por Flávio a Emmanuel, que dizia: “O Ithamar tem um clube de football na Rua Martins Ferreira. Vamos fundar outro no Largo dos Leões?”. E assim tudo começou, estava dado então o primeiro passo para o nascimento do Glorioso”.

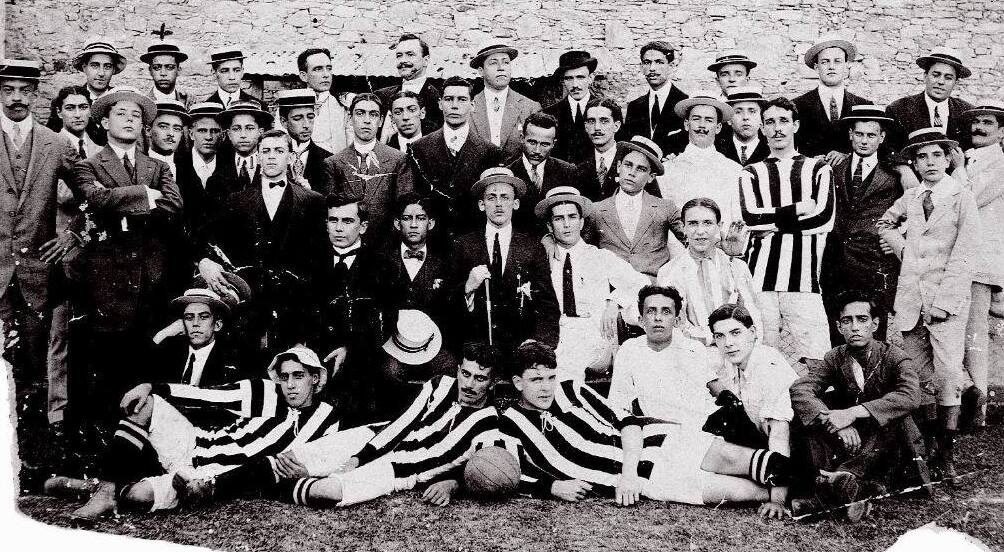
Os jovens e adolescentes fundadores do clube de futebol

Naquela mesma noite, Flávio Ramos conversou com Octávio Werneck, na Rua Voluntários da Pátria, e o convidou para criarem o novo clube. Finalmente, na tarde de 12 de agosto de 1904, o clube seria formado pelo grupo de colegiais com idades entre 14 e 15 anos, no chalé de um velho casarão em ruínas da Rua Conselheiro Gonzaga, esquina da Rua Humaitá com Largo dos Leões, cedido aos garotos por Dona Chiquitota, avó materna de Flávio, grande amiga e verdadeira mãe do clube que estava nascendo. Pouco mais de um mês depois, o nome da agremiação foi alterado para Botafogo Football Club, por sugestão de Dona Chiquitota, que sugeriu “Ora, morando onde vocês moram, o clube só pode se chamar Botafogo”, aconselhou. E assim foi feito. O clube então passou a se chamar Botafogo Football Club.

### Botafogo de Futebol e Regatas
Nascido da união entre o Club de Regatas Botafogo e o Botafogo Football Club, o Botafogo de Futebol e Regatas foi fundado oficialmente no dia 8 de dezembro de 1942, dia de Nossa Senhora da Imaculada Conceição, padroeira do clube. A fusão entre as duas agremiações já era estudada desde 1931, mas durante muitos anos foi combatida porque pessoas ligadas aos dois clubes, como o historiador Antônio Mendes de Oliveira Castro, do remo, e João Saldanha, do futebol, garantiam que o Regatas estava "infiltrado de torcedores do Fluminense", que é, dentre os maiores rivais do alvinegro, o único que nunca teve um departamento ligado a esse esporte.
Na década de 1940, entretanto, a união dos clubes foi motivada por conta de uma tragédia: no dia 11 de junho de 1942, o clube de regatas e o de futebol se enfrentavam em uma partida de basquete, válida pelo Campeonato Carioca. O atleta Armando Albano, um dos principais jogadores do Botafogo Football Club e da Seleção Brasileira, saiu atrasado do trabalho e chegou à quadra com o jogo já em andamento, no final do primeiro tempo. Durante o intervalo, Armando se abaixou para pegar uma bola e caiu desfalecido na quadra. Prontamente o jogador foi levado ao vestiário e a partida recomeçou. Porém, após alguns minutos tentando trazê-lo de volta à vida, a notícia de sua morte interrompeu o confronto quando o placar marcava 23–21 para o clube de futebol. A decisão de parar o jogo foi tomada pelo Botafogo de Regatas, que abdicou da disputa para que Albano tivesse como homenagem uma última vitória. Envolvidos em uma profunda atmosfera de comoção, os dirigentes das duas agremiações optaram pela união dos clubes. Duas frases marcantes foram eternizadas na época:
"Nas disputas entre os nossos clubes só pode haver um vencedor, o Botafogo!" — Eduardo Góis Trindade, presidente do Botafogo Football Club.
"O que mais é preciso para que os nossos dois clubes sejam um só?" — Augusto Frederico Schmidt, presidente do Club de Regatas Botafogo.
A partir dessa data, começou o procedimento para a fusão, oficializada cerca de seis meses depois. A partir de então, surgia o Botafogo de Futebol e Regatas, com algumas alterações: a bandeira permaneceu com as listras horizontais em preto e branco, mas o escudo com as letras BFC entrelaçadas foi substituído por um retângulo preto com a Estrela Solitária em branco. O novo escudo fez mudança semelhante, incorporando o símbolo máximo do remo ao formato do distintivo de futebol, agora em fundo preto e contorno branco.
"Eram duas caudais, uma por um lado, outra pelo outro, lembrando muito o rio Negro e o rio Solimões que em certo momento se juntam, pra formar um gigante, que é o rio Amazonas. Com o Botafogo foi assim também, veio o Regatas correndo por aqui e o Footbal club correndo por ali, e então a estrela que estava na camisa dos remadores, passou também, para a camisa dos jogadores de futebol, e assim, a Estrela Solitária se tornou o símbolo do Botafogo de Futebol e Regatas."— Luiz Mendes, radialista e jornalista

## Futebol

### Anos 1900 e 1910: surgeO Glorioso

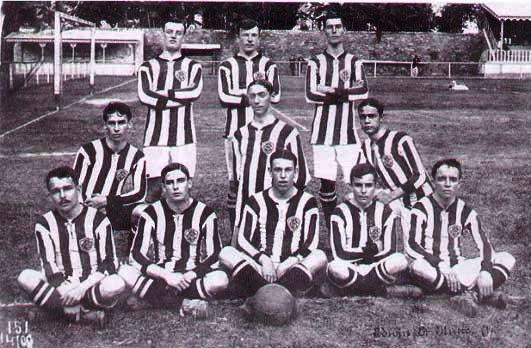
Botafogo campeão estadual de 1910

O primeiro jogo de futebol da história do Botafogo Football Club ocorreu no dia 2 de outubro de 1904, contra o Football and Athletic Club, na Tijuca: derrota por 3–0. A primeira vitória viria na segunda partida, em 21 de maio de 1905, sobre o Petropolitano, por 1–0, com gol de Flávio Ramos. Em 1906, o Botafogo conquistou o primeiro troféu de sua história, a Taça Caxambu, a primeira competição de futebol do Rio de Janeiro, disputada pelas equipes de segundo quadro. No mesmo ano, participou também da primeira edição do Campeonato Carioca, terminando em 4.º lugar. A primeira vitória na competição foi contra o Bangu, por 1–0, gol de Gilbert Hime na Rua Guanabara.
No ano seguinte, o clube se envolveu na primeira polêmica de sua história. Ao término do Campeonato Carioca, o Botafogo empatou em pontos com o Fluminense, mas tinha saldo de gols inferior. Ao passo em que o rival se declarou o campeão daquele ano, o Botafogo contestou o resultado por conta do seu último jogo, contra o Internacional: o time da zona norte não compareceu à partida e o alvinegro venceu por W.O., sem ter o saldo de gols contabilizado. Sentindo-se prejudicado por não ter tido a oportunidade de marcar gols, o clube pediu uma partida extra contra o Fluminense a fim de decidir o campeão. O adversário não aceitou a oferta, uma vez que se declarava campeão baseado no estatuto da Liga Metropolitana de Football, que previa como critério de desempate o goal average (média de gols). No entanto, o estatuto não tinha valor de regulamento e a decisão do campeonato se arrastou por 89 anos quando, finalmente, em 1996, tanto Botafogo quanto Fluminense foram declarados campeões de 1907.
No Campeonato Carioca de 1909, o time terminou como vice-campeão, mas entrou para a história ao aplicar a maior goleada de todos os tempos do futebol brasileiro: 24–0 sobre o Mangueira, antiga equipe rubro-negra da Tijuca. No primeiro tempo daquela partida, o Botafogo aplicou 9–0 e, na segunda etapa, fez 15–0. Como naquela época cada período dos jogos tinha apenas 40 minutos, a média do Botafogo na partida foi de um gol a cada 3,3 minutos. Gilbert Hime foi o artilheiro do confronto, com nove gols, seguido por Flávio Ramos, com sete. Monk e Lulu Rocha anotaram dois gols cada e Raul Rodrigues, Dinorah, Henrique Teixeira e Emmanuel Sodré completaram o placar. O resultado memorável está destacado na "Sala dos Números", no Museu do Futebol, no Estádio do Pacaembu.
Em 1910, o Botafogo conquistou o Campeonato Carioca de forma avassaladora, marcando 66 gols em 10 jogos. Após estrear sofrendo uma pesada derrota para o America por 4–1, o alvinegro se recuperou e aplicou diversas goleadas nos adversários ao longo da competição: 9–1 e 15–1 sobre o Riachuelo, 7–0 contra o Haddock Lobo e 6–0 diante do Rio Cricket. Na penúltima rodada, contra o grande rival Fluminense, o Botafogo garantiu a taça de forma antecipada ao golear os tricolores por 6–1, com três gols de Abelardo de Lamare, artilheiro da competição. Na última partida, mais uma goleada: 11–0 sobre o Haddock Lobo. A campanha histórica conferiu ao clube o apelido de O Glorioso, alcunha que carrega desde então. Ainda nesse ano, o Botafogo sagrou-se campeão também do Troféu Interestadual após derrotar o AA Palmeiras, o então campeão paulista, com mais uma goleada: 7–2, com três gols de Abelardo de Lamare, três de Décio Viccari e um de Mimi Sodré.

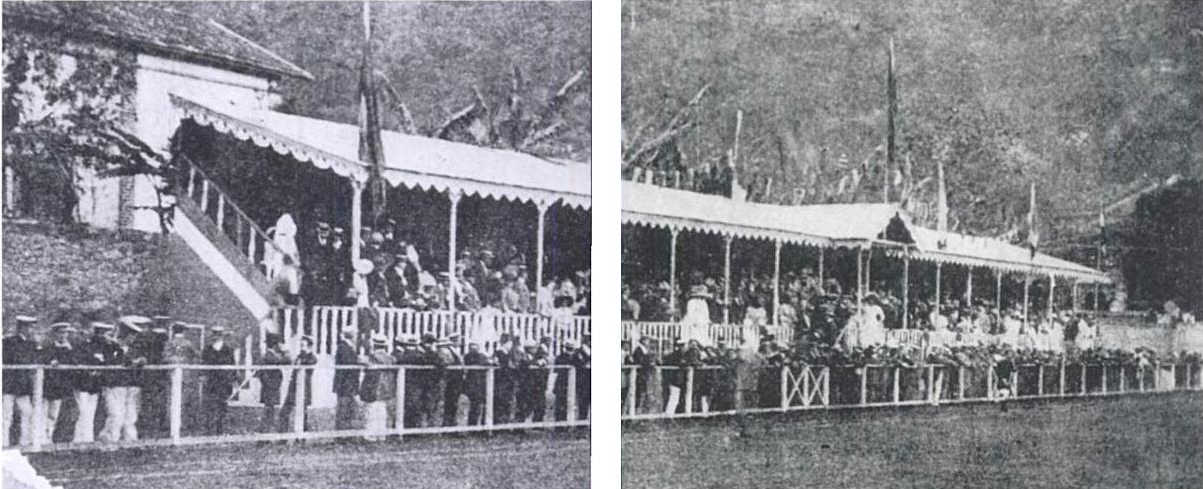
Antigo Campo da Rua Voluntários da Pátria, anterior a General Severiano

Em 1911, o clube se desligou da Liga Metropolitana de Sports Athleticos (LMSA), entidade fundada por Botafogo, Fluminense, America, Paissandu, Rio Cricket e Riachuelo em 1908 para organizar o Campeonato Carioca após a dissolução da Liga Metropolitana de Football, um ano antes. Numa partida contra o America, o jogador do time alvirrubro Gabriel de Carvalho teria feito falta violenta em Flávio Ramos, que revidou e causou uma briga generalizada. Os irmãos Adhemaro e Abelardo de Lamare foram punidos pela LMSA com seis e doze meses de suspensão, respectivamente, o que irritou os dirigentes botafoguenses, culminando no desligamento da liga. Por conta disso, o Botafogo passou um tempo realizando apenas jogos amistosos contra equipes paulistas. No final do mesmo ano, o clube ainda perdeu sua sede no Campo da Rua Voluntários da Pátria, onde mandava seus jogos, a fim de fazer caixa. Em 1912, disputou o Campeonato Carioca pela Associação de Football do Rio de Janeiro (AFRJ), no modesto campo da Rua São Clemente, e sagrou-se campeão.

### Anos 1910 e 1920: entressafra alvinegra
A fase entre 1912 e 1930 pode ser considerada como o primeiro período de jejum de títulos do Botafogo. Todavia, foram conquistados dois Campeonatos Carioca de Segundos Quadros, em 1915 e 1922. O clube ainda foi vice-campeão do Campeonato Carioca por quatro vezes, em 1913, 1914, 1916 e 1918, e teve vários artilheiros do torneio até 1920, como por exemplo Mimi Sodré, Luís Menezes, Aluízio Pinto e Arlindo Pacheco.

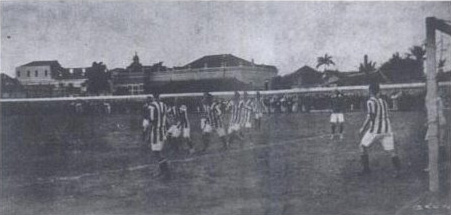
Partida de inauguração do Estádio de General Severiano, em 1913

No início da década de 1910, o clube aumentou seu patrimônio, saindo do Largo dos Leões, no Humaitá, para General Severiano, atual sede do clube. No dia 13 de maio de 1913, o novo campo foi inaugurado com vitória sobre o Flamengo por 1–0, com gol de Mimi Sodré. Nessa época também, o Botafogo contribuiu para a criação de um termo bastante comum no esporte brasileiro: o uso da expressão cartola para se referir aos dirigentes. Em 1917, o Dublin, uma das melhores equipes do Uruguai à época, veio ao Rio de Janeiro para uma temporada de amistosos, inclusive contra o alvinegro carioca. No Rio, dois diretores uruguaios apareceram correndo à frente de seus jogadores até o meio do campo vestindo altas e luxuosas cartolas, o que teria dado origem ao termo. Outra versão afirma que foram os dirigentes do Botafogo que se trajaram com fraque e cartola para receber os uruguaios, a fim de imitar os políticos da República Velha.
Nos anos 1920, o melhor resultado do Botafogo foi uma 3.ª posição no Campeonato Carioca de 1928. De resto, foram cinco vezes em 4.º lugar e outras classificações inferiores. Em 1923, o time quase foi rebaixado: após terminar a competição em 8.º e último lugar, o Botafogo precisou disputar uma partida eliminatória contra o Villa Isabel, campeão da Série B, para definir quem jogaria a primeira divisão no ano seguinte. Com a vitória por 3–1 no Estádio das Laranjeiras, o alvinegro se manteve na elite.
Esse período também foi marcado por um série de problemas internos na cúpula alvinegra. Em 1924, o dirigente Oldemar Amaral Murtinho deixou o clube, o que ocasionou na saída do atacante Nilo, seu sobrinho e um dos maiores ídolos do Botafogo, para o rival Fluminense. O jogador só retornou ao Botafogo em 1927, dois anos após seu tio ter se tornado presidente do clube, e se tornou artilheiro do campeonato daquele ano.

### Anos 1930: o tetracampeonato

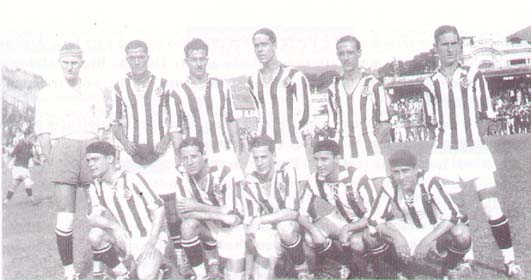
Time campeão estadual em 1930

Logo no início da década, liderado pelos atacantes Nilo e Carvalho Leite, o Botafogo conquistou o Campeonato Carioca de 1930, encerrando um período de quase vinte anos sem conquistar o Estadual. O título só foi decidido duas semanas após a última partida do Glorioso: após empatar em 2–2 com o Fluminense, no dia 7 de dezembro, o Botafogo chegou a 32 pontos na tabela de classificação e só poderia ser alcançado pelo Vasco da Gama, que somava 31. O rival cruz-maltino, contudo, perdia para o America por 1–0 quando houve uma invasão de campo em São Januário e o jogo foi paralisado faltando dois minutos e meio para o fim da partida. O resultado, portanto, não foi homologado e, somente no dia 21 de dezembro o duelo foi finalizado, mantendo-se o placar de 1–0 e garantindo a taça para o Botafogo. Já em 1931, o time ficou com a 4.ª colocação no Estadual e conquistou a Taça dos Campeões Estaduais Rio-São Paulo após golear o Corinthians por 7–1 na partida de volta, em General Severiano, com quatro gols de Nilo.
Em 1932, sagrou-se campeão com duas rodadas de antecipação, após derrotar o Bonsucesso por 5–4 no Campo da Estrada Norte. A partir de 1933, duas ligas diferentes organizaram o Campeonato Carioca: a Associação Metropolitana de Esportes Athleticos (AMEA), responsável pelo campeonato até então, e a Liga Carioca de Football (LCF), resultada de uma cisão promovida pelos clubes que buscavam a profissionalização do futebol. O Botafogo se recusou a mudar de liga e permaneceu no torneio organizado pela AMEA, sendo campeão em 1933 e 1934. Em 1935, a AMEA se desfez e foi incorporada pela recém-criada Federação Metropolitana de Desportos (FMD). No primeiro campeonato promovido pela nova liga, o alvinegro ficou mais uma vez com o título, se tornando tetracampeão e o primeiro campeão estadual profissional reconhecido pela Confederação Brasileira de Desportos. Nessa última conquista, o destaque do time foi Leônidas da Silva, ídolo do rival Flamengo, que defendeu as cores do Botafogo de 1935 até o início de 1936, antes se transferir para o rubro-negro.
Em 1936, o clube fez sua primeira excursão internacional, para disputar amistosos no México e nos Estados Unidos. Em nove partidas, o time obteve seis vitórias, um empate e duas derrotas. No ano seguinte, iniciou as reformas no Estádio de General Severiano, a fim de expandi-lo e colocar novas arquibancadas de cimento, com capacidade para 25 mil pessoas. Na partida de reinauguração, em 1938, vitória sobre o Fluminense por 3–2.
Nessa era, o Botafogo cedeu jogadores para a Copa do Mundo, disputada pela primeira vez em 1930, em 17 ocasiões. A edição com o maior número de alvinegros convocados foi em 1934, na Itália, com nove atletas do clube representando a Seleção Brasileira: os goleiros Germano e Pedrosa, o zagueiro Octacílio, os meias Ariel, Canalli, Martim Silveira e Waldyr, e a dupla de ataque Áttila e Carvalho Leite.

### Anos 1940: o jejum de Heleno de Freitas

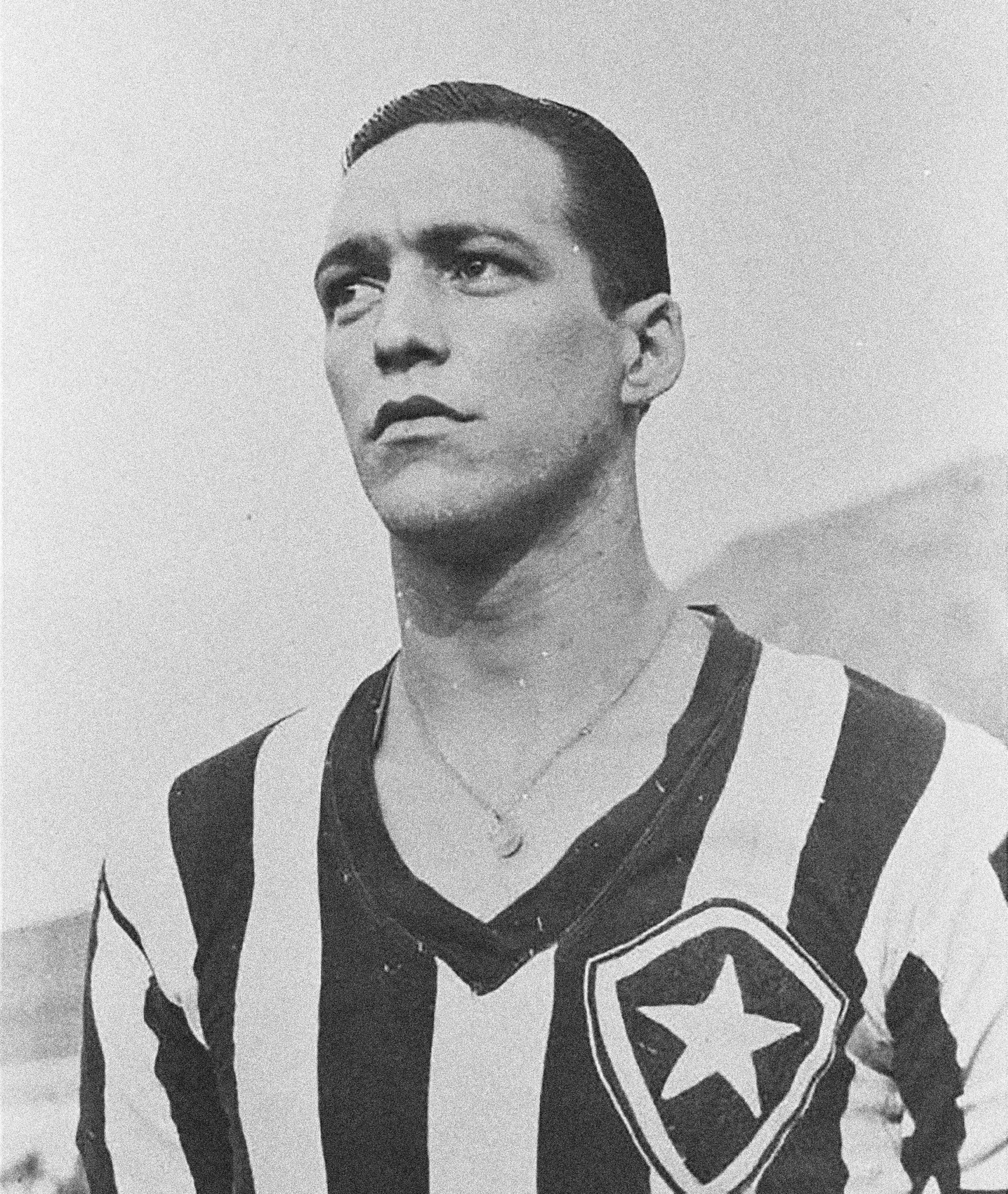
Heleno de Freitas jogou pelo clube na década de 1940 e se tornou um dos maiores ídolos do clube, mesmo sem conquistar títulos

No começo da década de 1940, especialmente após a fusão do remo e do futebol em 1942, o Botafogo contou com grandes jogadores em seu plantel, mas não conseguiu conquistar títulos. Nomes como Gérson dos Santos, Tovar e Zezé Procópio passaram pelo clube sem levantar uma taça. Além deles, um dos maiores ídolos da história do Botafogo, o polêmico atacante Heleno de Freitas, também deixou o clube sem conquistar troféus, a não ser o Torneio Início de 1947 e competições de aspirantes. No time de 1940 a 1948, Heleno marcou 209 gols em 235 jogos com a camisa alvinegra e formou ao lado de Tesourinha, Zizinho, Jair Rosa Pinto e Ademir Menezes o considerado maior quinteto ofensivo da história da Seleção Brasileira.
Curiosamente, somente depois da saída de Heleno, em 1948, o Botafogo voltou a conquistar o Campeonato Carioca. Após três vice-campeonatos em sequência, o Glorioso estreou na edição daquele ano goleado por 4–0 pelo São Cristóvão. A partir de então, sob comando do técnico Zezé Moreira e liderado em campo por Octávio Moraes e Sylvio Pirillo, o time não perdeu mais na competição. No último jogo do torneio, que acabou se tornando uma final de campeonato uma vez que só Botafogo e Vasco da Gama podiam ficar com o título, o alvinegro derrotou o time cruz-maltino apelidado de Expresso da Vitória por 3–1 e sagrou-se campeão.

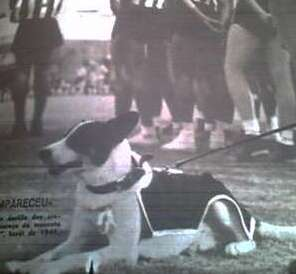
O cachorro Biriba tornou-se um dos símbolos mais tradicionais do clube a partir dos anos 1940

O Campeonato Carioca de 1948 também foi responsável pelo surgimento de um dos mascotes do clube. Na preliminar da partida entre Botafogo e Madureira, o cachorro Biriba, que pertencia ao zagueiro reserva Macaé, invadiu o campo, como se comemorasse a vitória dos aspirantes do alvinegro por 10–2. O presidente do clube Carlito Rocha se encantou com o animal, ainda mais por conta de seu pelo preto e branco, e decidiu adotá-lo como talismã. A partir de então, Biriba esteve presente em todos os jogos do clube a fim de "dar sorte" e ajudar em campo: quando o Botafogo estava atrás do placar, o cachorro era solto no gramado sob ordens de Carlito Rocha para interromper a partida. Inexplicavelmente, em todas as vezes que isso aconteceu o Botafogo conseguiu reverter o marcador.
Ainda na década de 1940, mais precisamente em 1946, o compositor Lamartine Babo criou o hino do clube. No início da letra, Lamartine escreveu: "Botafogo, Botafogo campeão desde 1910...", já que o título estadual de 1907 ainda não havia sido reconhecido oficialmente. Porém, na época o presidente, os dirigentes e associados do Botafogo preferiram adotar outro hino, composto por Octacílio Gomes e Eduardo Souto, como oficial, justamente pelo hino de Lamartine não considerar o título de 1907. Entretanto, essa versão acabou se tornando muito popular entre os torcedores e também fez sucesso no rádio, a tal ponto que logo passou a ser adotada como oficial.

### Anos 1950 e 1960: época de ouro

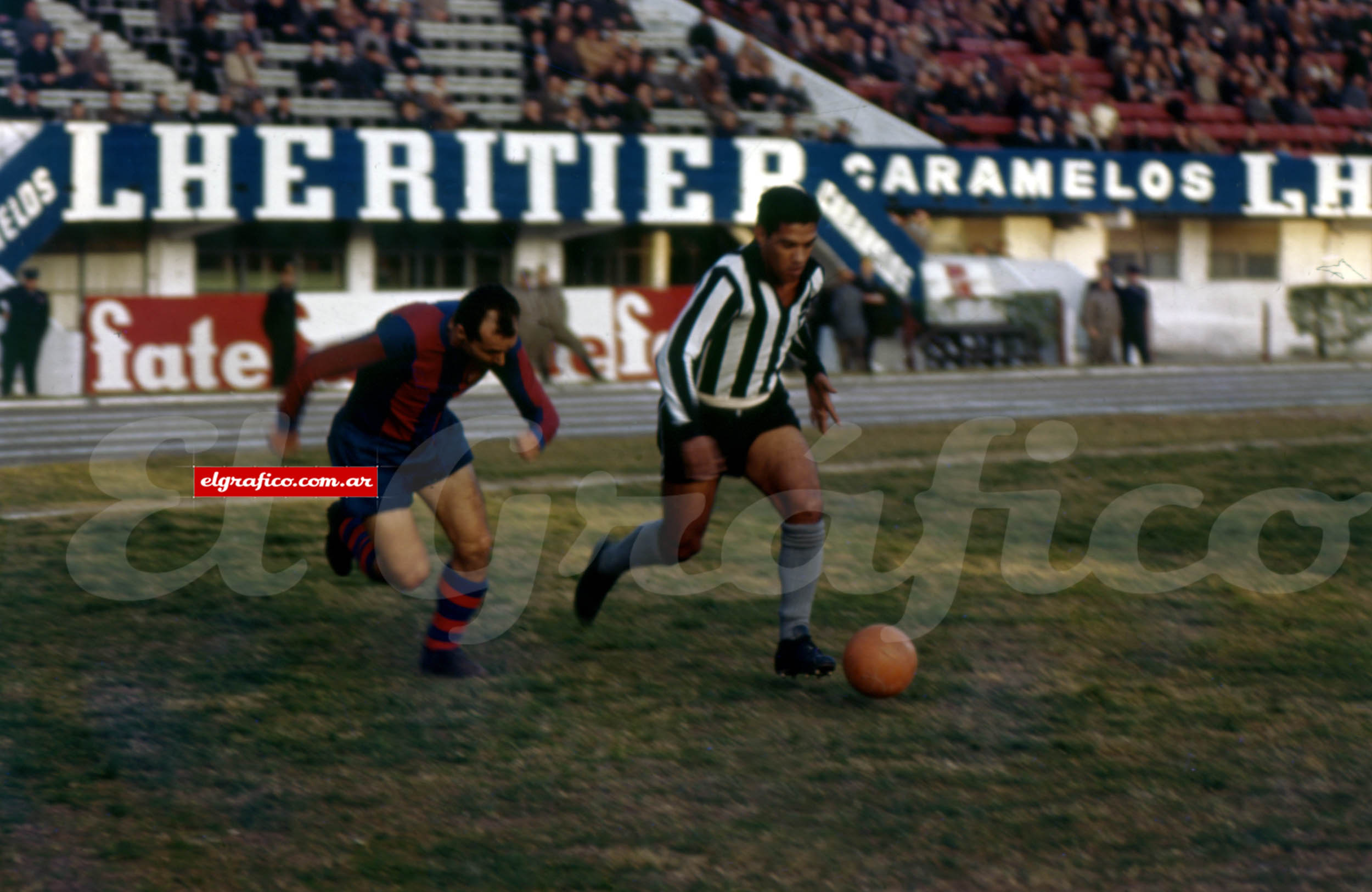
Garrincha pelo Botafogo em vitória por 2–0 sobre o Barcelona em 1964, pela Copa Iberoamericana, torneio amistoso realizado em Buenos Aires

Nas décadas de 1950 e, especialmente, de 1960, o Botafogo viveu um de seus períodos mais áureos, no qual conquistou diversos títulos e contou com grandes craques da Seleção Brasileira em seus times como Manga, Zagallo, Didi, Quarentinha, Amarildo, Roberto Miranda, Paulo César Caju, Sebastião Leônidas, Paulo Valentim, Rogério, Gérson e Carlos Roberto. Além deles, os maiores ídolos da história do alvinegro também jogaram nessa época: Nilton Santos, considerado o maior lateral-esquerdo de todos os tempos, e Garrincha, apontado por alguns como o melhor jogador de futebol da história.
Em 1951, o Glorioso ficou em terceiro lugar no Torneio Internacional de Santiago e venceu o Torneio Municipal, sendo convidado para disputar a Pequena Taça do Mundo do ano seguinte, a primeira edição do torneio, disputado na Venezuela.[carece de fontes?] Em um quadrangular contra Real Madrid, La Salle e o badalado Millonarios, do craque argentino Di Stéfano, o alvinegro terminou a disputa invicto, mas na segunda colocação, empatado em pontos com o Real Madrid e derrotado no critério goal average.
Um ano depois, o clube revelou Garrincha para o mundo: o craque fez sua estreia como profissional em 19 de julho de 1953, marcando três gols na vitória por 6–3 diante do Bonsucesso, no Maracanã. Nos torneios internacionais, foi vice-campeão da Copa Montevidéu e ficou em quarto lugar no Quadrangular de Buenos Aires.[carece de fontes?]
Em 1957, a diretoria inovou ao convidar o cronista esportivo e diretor do clube João Saldanha para assumir o comando do time principal. Mesmo sem experiência no cargo, João Sem Medo, como era conhecido, liderou o esquadrão alvinegro na conquista do Campeonato Carioca. Na final do campeonato, contra o Fluminense, o Botafogo aplicou 6–2 no rival, com cinco gols de Paulinho Valentim. Até hoje, o resultado é a maior goleada da história das finais do Estadual. Curiosamente, foi ao longo dessa competição que o jornalista e cronista esportivo Paulo Mendes Campos cunhou a famosa frase "Há coisas que só acontecem ao Botafogo", após uma derrota para o Fluminense que, na ocasião, tirara o alvinegro da liderança da tabela. Ainda em 1957, o Glorioso disputou novamente a Pequena Taça do Mundo, dessa vez contra Barcelona, Sevilla e Nacional, tricampeão uruguaio. Porém, ficou mais uma vez com o vice-campeonato, atrás do Barcelona.
No ano seguinte, o clube cedeu seus principais jogadores para a Seleção Brasileira: Garrincha, Nilton Santos, Didi e Zagallo ajudaram na conquista do primeiro título mundial do Brasil. Mesmo sem o quarteto, o Botafogo venceu o Torneio João Teixeira de Carvalho diante do America. Foi nessa competição que o alvinegro aplicou 5–0 no Vasco da Gama, a maior goleada sobre o rival.
Também em 1958, o clube participou pela primeira vez do Torneio Pentagonal do México, ficando com o vice-campeonato. Já em 1959, foi derrotado pelo Santos na final do Troféu Teresa Herrera.[carece de fontes?] Em 1960, o Glorioso voltou a conquistar um campeonato no exterior, ao vencer o Torneio Internacional da Colômbia. No mesmo ano, o clube perdeu o atacante Paulinho Valentim, negociado com o Boca Juniors.

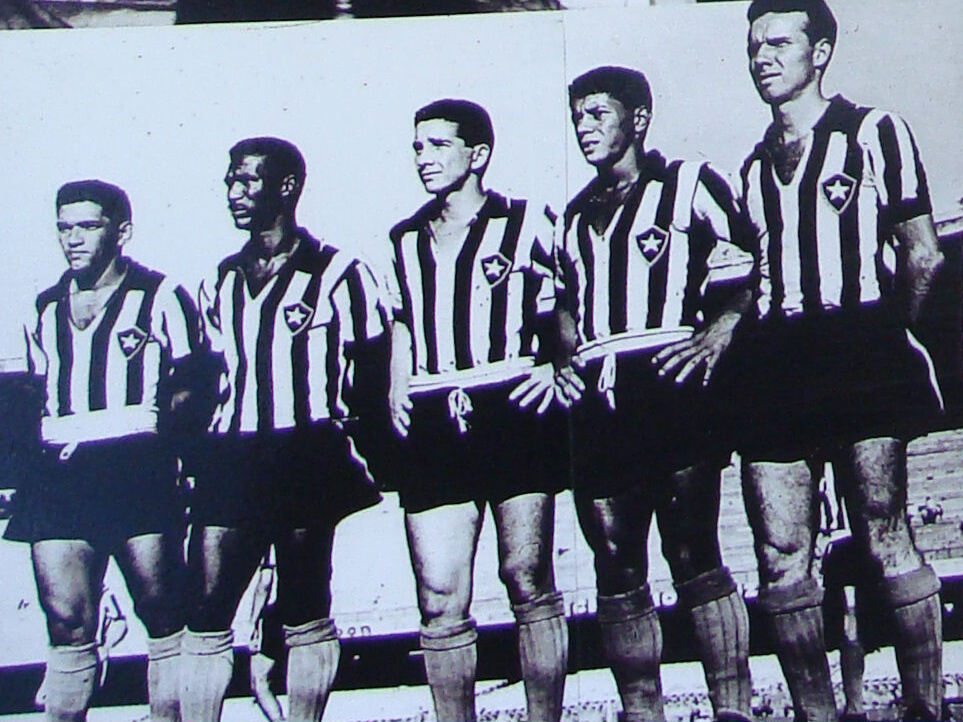
Na linha de frente alvinegra, quatro campeões da Copa do Mundo de 1962: Garrincha, Didi, Amarildo e Zagallo, além de Amoroso

Em 1961, o Botafogo venceu o Torneio Início e o Campeonato Carioca, após desbancar o Flamengo por 3–0 na última rodada, com dois gols de Amarildo. No exterior, disputou o Troféu Naranja e conquistou o Torneio Triangular da Costa Rica.
No ano seguinte, foram três títulos conquistados: o clube foi bicampeão do Campeonato Carioca, novamente derrotando o Flamengo por 3–0 na rodada final – com grande atuação de Garrincha, que marcou dois gols e provocou mais um, contra, do zagueiro Wanderley; venceu pela primeira vez o Torneio Rio-São Paulo ao derrotar o Palmeiras pelo placar de 3–1 no último jogo do quadrangular final; e ainda conquistou o Torneio Pentagonal do México. Ainda em 1962, Garrincha comandou a Seleção Brasileira na campanha do bicampeonato da Copa do Mundo, em uma equipe que contava com outros cinco atletas do alvinegro.

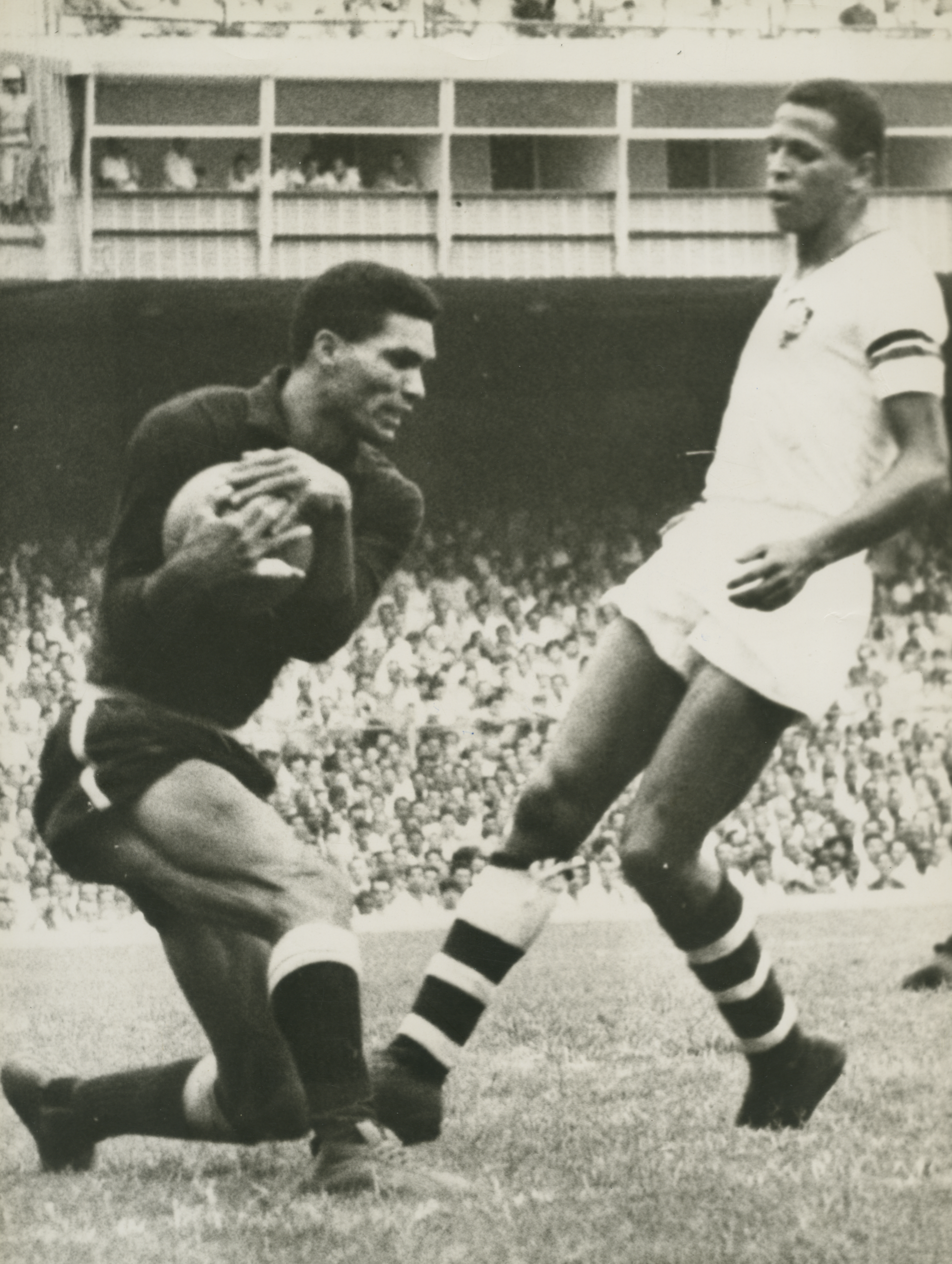
Goleiro Manga em ação na vitória por 3–0 diante do Fluminense, pelo Campeonato Carioca de 1963

O ano de 1963 começou com a fase final da Taça Brasil de 1962. O Botafogo chegou até a decisão contra o Santos, seu maior rival da época, mas acabou derrotado. Na Copa Libertadores, mais uma derrota para os santistas, dessa vez na semifinal. A grande conquista da temporada ficou por conta do Torneio Internacional de Paris, quando desbancou o Racing Paris com um gol de Quarentinha aos 40 minutos do 2.° tempo.
A revanche diante dos santistas veio no Torneio Rio-São Paulo de 1964. Após terminarem a fase inicial empatados na liderança, Botafogo e Santos se enfrentariam em dois jogos extras para decidir o campeão. Na primeira partida, no Maracanã, o time carioca derrotou o rival por 3–2. O jogo de volta, porém, nunca aconteceu, uma vez que os dois clubes foram excursionar no exterior. Assim, tanto Botafogo quanto Santos foram declarados campeões. Em territórios internacionais, o Glorioso conquistou dois títulos: a Panamaribo Cup, no Suriname, e o Torneio Jubileu de Ouro, em La Paz. Já no Torneio Íbero-Americano, em Buenos Aires, o clube enfrentou Barcelona, River Plate e Boca Juniors. O time brasileiro e a dupla argentina terminaram empatados em pontos e, sem datas suficientes para jogos extras, não houve campeão.[carece de fontes?]

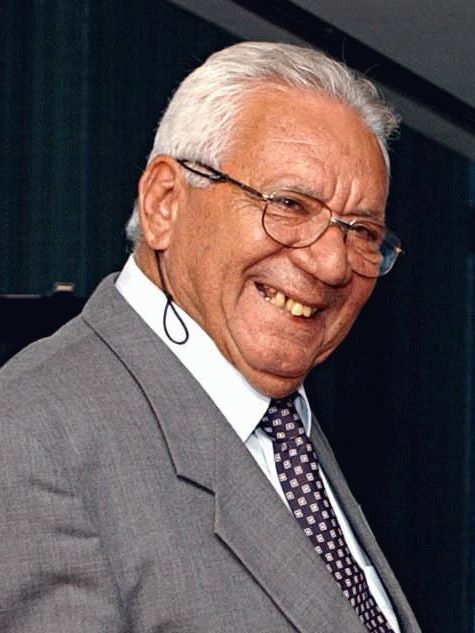
Nilton Santos só vestiu duas camisas em toda a sua carreira: a do Botafogo e a da Seleção Brasileira

O final do ano de 1964 marcou a despedida de Nilton Santos, que se aposentava do futebol. Com 721 jogos pelo Glorioso, sem nunca ter jogado por outra equipe além da Seleção Brasileira, o lateral-esquerdo fez sua última partida pelo Botafogo em vitória por 1–0 contra o Flamengo. Em 1965, mais uma saída: assombrado por muitas dores no joelho direito, Garrincha já não conseguia apresentar seu melhor futebol. No ano anterior, o camisa 7 decidira fazer uma cirurgia no menisco para tentar resolver o problema. Contudo, o jogador escolheu fazer a operação com o médico do America, o que gerou insatisfação nos dirigentes alvinegros. A relação entre clube e ídolo já não era mais a mesma e, em setembro de 1965, Garrincha fez sua última partida pelo Botafogo, em vitória magra por 2–1 diante da Portuguesa-RJ.
Mesmo com a saída dos maiores ídolos, o Botafogo continuou sua trajetória de vitórias: com dois triunfos sobre o Santos, venceu a Taça Círculo de Periódicos Esportivos, em 1966. No mesmo ano, conquistou também a Copa Carranza de Buenos Aires e, pela terceira vez, o Torneio Rio-São Paulo, que ficou marcado por uma confusão da organização: as dez equipes participantes iriam se enfrentar em turno único e, ao final, a que somasse mais pontos seria a campeã. No entanto, quatro clubes terminaram empatados em número de pontos: Botafogo, Santos, Vasco e Corinthians. Como o regulamento não previa um desempate, os organizadores decidiram realizar um quadrangular para decidir o título. Porém, devido à proximidade com a Copa do Mundo de 1966, esta nova fase foi cancelada e os quatro clubes foram declarados campeões. Ainda no final da década, o Botafogo conquistou três vezes o Troféu Triangular de Caracas, em 1967, 1968 e 1970, além do Torneio Hexagonal do México, em 1968. Décadas depois, em 2020, o clube solicitou à FIFA que as conquistas do Triangular de Caracas fossem reconhecidas como títulos mundiais, mas a entidade não aceitou o pedido.

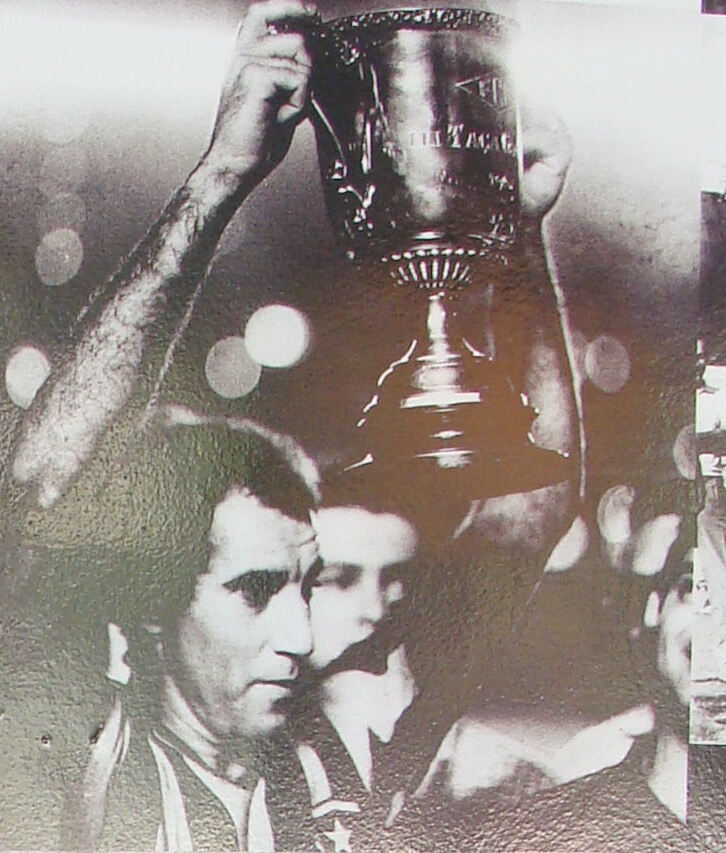
Gérson, o Canhotinha de Ouro, levantando um troféu pelo Glorioso no fim dos anos 1960

Em 1967 e 1968, comandado pelo agora técnico Zagallo, o alvinegro foi bicampeão da Taça Guanabara e do Campeonato Carioca, com vitórias históricas diante de America e Bangu e sonoras goleadas em cima de Vasco da Gama e Flamengo, tornando-se o maior campeão estadual da década. Em 1969, o Botafogo foi campeão da Taça Brasil de 1968. Mais de 40 anos depois, a CBF reconheceu o torneio como uma edição do Campeonato Brasileiro e a conquista passou a ser considerada o primeiro título brasileiro do clube. Apesar do título nacional, o Botafogo não disputou a Copa Libertadores em 1969, assim como nenhum outro time brasileiro, devido a questões relacionadas ao calendário.
Embora a década de 1960 seja lembrada como o auge do Botafogo, alguns críticos afirmam que o alvinegro não soube aproveitar esse período, uma vez que focou muito mais em fazer excursões no exterior em vez de priorizar campeonatos nacionais e internacionais como a Copa Libertadores e a Taça Brasil. Por outro lado, há quem defenda que as excursões fora do país ajudaram muito a tornar o clube mais conhecido internacionalmente. Outra corrente alega que, na época, os clubes brasileiros e suas torcidas não davam tanta importância a torneios como a Libertadores e a Taça Brasil, preferindo os campeonatos estaduais e o Torneio Rio-São Paulo, o que só teria mudado em meados da década de 1980.

### Anos 1970 e 1980: 21 anos de drama

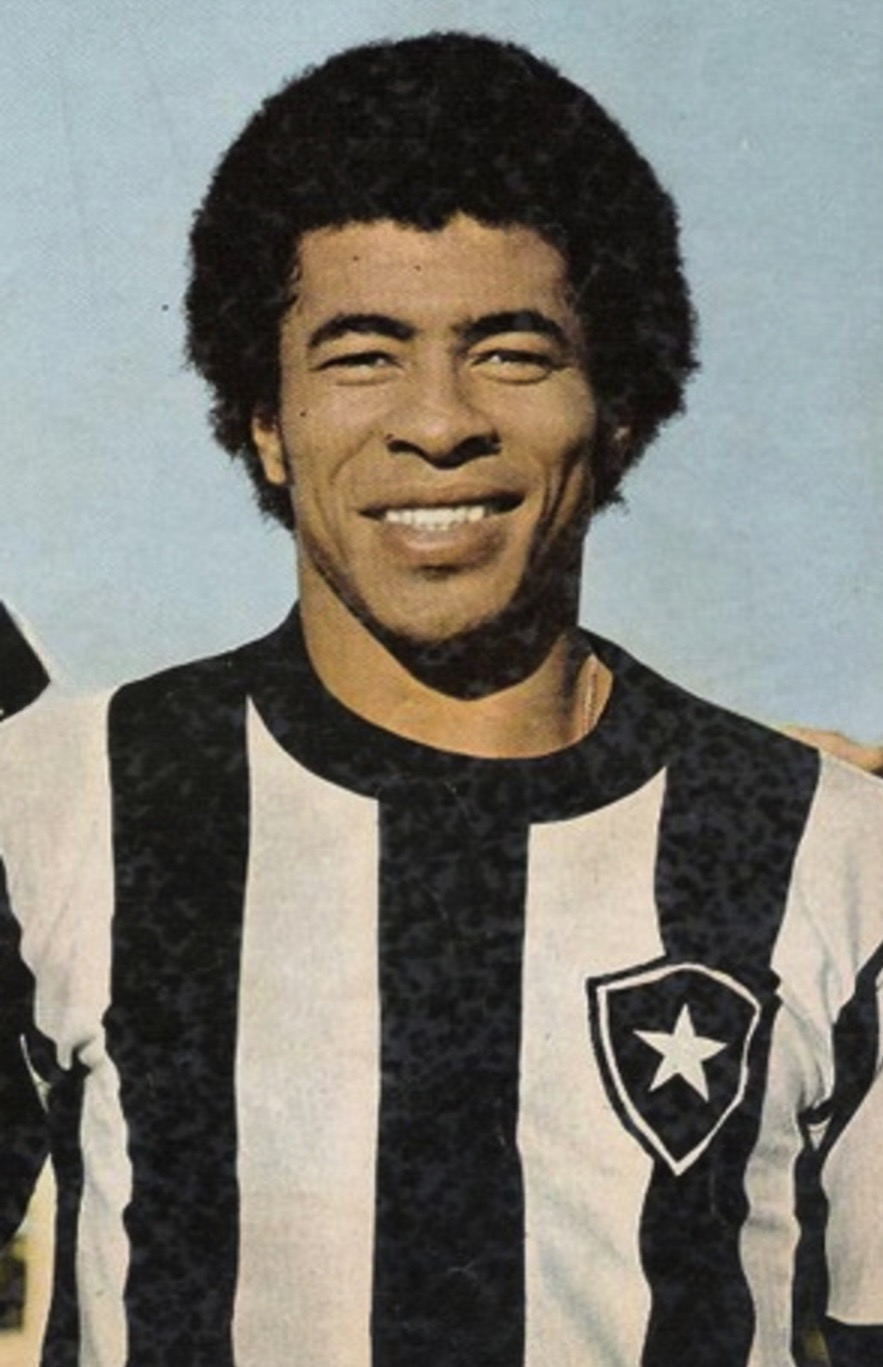
Multicampeão pelo Glorioso nos anos 1960, Jairzinho também amargou o jejum de títulos do Botafogo nas décadas de 1970 e 1980

Durante 21 anos, o Botafogo não conquistou nenhum título oficial. Desde a Taça Brasil de 1968 até o Campeonato Carioca de 1989, o clube colecionou vice-campeonatos, terceiras e quartas posições, sem celebrar um título. Esse período coincide quase integralmente com a época da ditadura militar brasileira, que perdurou de 1964 a 1985, e afetou diretamente o clube de General Severiano.
Em junho de 1968, ano da instituição do Ato Institucional n.º 5 (AI-5), cerca de 2 mil estudantes organizaram uma passeata da Praia Vermelha até a sede do Ministério da Educação, em protesto contra o assassinato de um jovem por policiais. O regime militar reprimiu a marcha de forma violenta e cerca de 200 manifestantes pediram abrigo na sede de General Severiano, prontamente atendidos pelo presidente Althemar Dutra de Castilho, que tentou impedir a entrada dos agentes do DOPS, sem sucesso. Além dos estudantes, atletas, funcionários, sócios do clube e até mesmo crianças sofreram atos violentos da polícia. A repressão da ditadura atingia, de maneira explícita, um dos maiores clubes do país.
Em 1970, dois anos após o episódio, setores ligados à ditadura se articularam para consolidar o domínio militar sobre o Botafogo. Com isso, Charles Borer, policial vinculado ao Serviço Nacional de Informações (SNI), foi alçado à presidência e seu mandato foi marcado por dívidas milionárias e ausência de títulos. Alegando crises monetária e estrutural, sua gestão implementou uma política de austeridade brutal — mas que, na prática, apenas aprofundou os problemas financeiros e provocou um dos maiores retrocessos institucionais do clube.
Enquanto os bastidores do alvinegro fervilhavam, três jogadores do clube fizeram parte da Seleção Brasileira que conquistou o tricampeonato da Copa do Mundo de 1970: Jairzinho, Roberto Miranda e Paulo César Caju, comandados pelo técnico Zagallo, ídolo do Glorioso como atleta e treinador. No ano seguinte, no Campeonato Carioca, a reta final da competição ficou marcada negativamente. O Botafogo contava com quatro campeões mundiais do ano anterior (além de Paulo César Caju e Jairzinho, chegaram ao clube Carlos Alberto Torres e Brito) e dominava a competição, com liderança folgada para o segundo colocado Fluminense. No entanto, o alvinegro tropeçou nas últimas rodadas e não conseguiu garantir o título antecipadamente. Na última partida, justamente contra o tricolor, o Botafogo precisava de pelo menos um empate. Aos 43 minutos do 2.° tempo, o Fluminense marcou o gol da vitória em lance polêmico envolvendo o lateral tricolor Marco Antônio e o goleiro alvinegro Ubirajara, que alega ter sido empurrado. Na sobra, Lula fez o gol do título, acabando com as esperanças alvinegras. No Campeonato Brasileiro, o Botafogo chegou ao triangular final com São Paulo e Atlético Mineiro, mas perdeu as duas partidas e ficou com a terceira colocação.
Na temporada seguinte, mais uma vez o título escapou por pouco. O Botafogo chegou à final do Campeonato Brasileiro após eliminar o Corinthians na semifinal. Na decisão contra o Palmeiras, o empate em 0–0 deu o título à equipe paulista, que havia somado mais pontos durante a competição. O Brasileirão de 1972 também ficou marcado para os alvinegros pela goleada aplicada no maior rival Flamengo: impiedosos 6–0, no dia do aniversário rubro-negro.

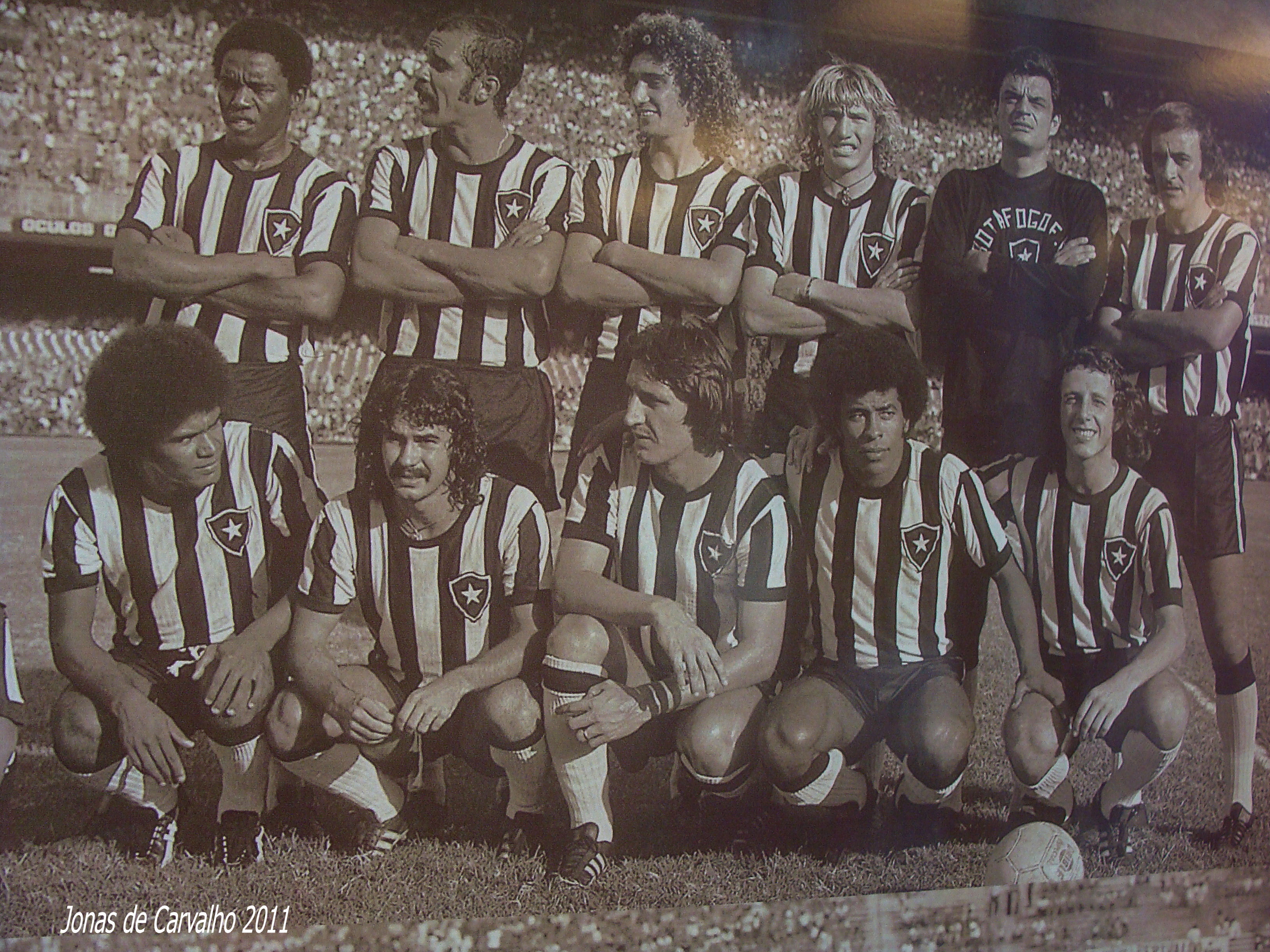
A formação de 1973 que chegou à semifinal da Libertadores

Em 1973, o Botafogo voltou a disputar a Copa Libertadores após dez anos. Na primeira fase, o alvinegro liderou seu grupo, formado por times uruguaios e brasileiros. Porém, como havia empatado em número de pontos com o Palmeiras, o regulamento previa um jogo-extra para definir o classificado. No Maracanã, o alvinegro derrotou o alviverde por 2–1 e avançou na competição. Na fase semifinal, foi eliminado em um triangular ao lado de Cerro Porteño e Colo Colo, que viria a ser o vice-campeão. Dois anos depois, o Glorioso conquistou a Taça Augusto Pereira da Mota, equivalente ao segundo turno do Campeonato Carioca. Na decisão do Estadual, porém, mais um vice-campeonato, novamente diante do Fluminense. Na temporada seguinte, venceu outra vez o segundo turno do Campeonato Carioca, dessa vez denominado Taça José Wânder Rodrigues Mendes.[carece de fontes?]
Em 1976, já envolvido em uma grave crise financeira, veio o ápice da derrocada: o Botafogo presidido por Charles Borer vendeu a sede de General Severiano para a Vale do Rio Doce por 90 milhões de cruzeiros, valor muito abaixo do mercado à época. O fato evidenciou a situação caótica do clube e gerou revolta de muitos torcedores e dirigentes da oposição, como o ex-presidente Carlito Rocha. O ex-lateral Nilton Santos, eterno ídolo alvinegro, chegou a afirmar que “estavam matando as glórias do Botafogo” e que “seu Botafogo não existia mais”. Antes de transferir o departamento de futebol para o bairro de Marechal Hermes, o Glorioso chegou a ficar sem campo até para treinar, uma vez que o novo estádio só foi inaugurado em 1978.
Nessa época, o Botafogo acabou recebendo o apelido de Time do Camburão, pois deixou de ter grandes craques e revelações em sua equipe e passou a contar com jogadores mais rodados e problemáticos que, mesmo com algum talento, não conseguiam permanecer muito tempo em uma equipe. Execrado pela torcida, especialmente por conta da venda da sede, Borer chegou a declarar “Pouco me importa a torcida. Torcedor é volúvel, só aparece na vitória. Se o time perde, ele some. […] Torcida não é patrimônio, não faz o clube.”.
Em meio à instabilidade política, foi nesse período que o clube estabeleceu dois recordes do futebol brasileiro: o maior número de partidas invicto do futebol nacional (52 jogos) e a maior série invencível em jogos do Campeonato Brasileiro (42 jogos). Apesar das marcas expressivas, o clube terminou o Brasileirão na 5.ª posição em 1977 e em 9.° lugar na edição de 1978. Em 1979, o Botafogo disputou apenas sete jogos e terminou na 53.ª posição, sua pior colocação na história da competição.

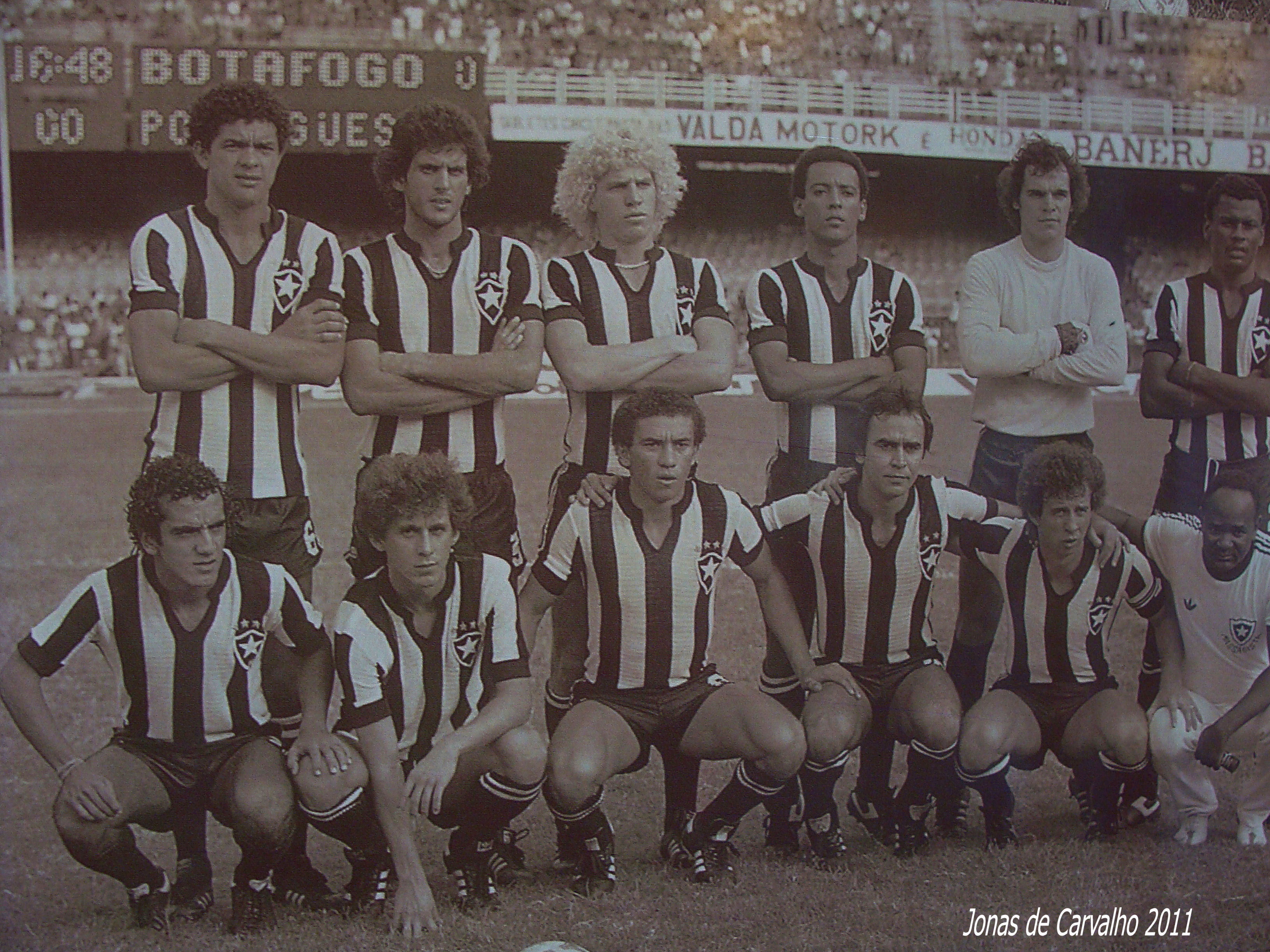
Time base do Botafogo em 1981

Já em 1981, o clube voltou a fazer campanha de destaque. Com jogadores como Paulo Sérgio, Mendonça e Marcelo Oliveira no elenco, o Botafogo chegou à semifinal do Campeonato Brasileiro, contra o São Paulo. Na primeira partida, no Maracanã, vitória por 1–0. No jogo de volta, no Morumbi, muita confusão: os dirigentes e jogadores do Botafogo acusaram a equipe paulista de coagir o árbitro no intervalo, quando o alvinegro vencia por 2–1. O jogo demorou 35 minutos para recomeçar e, na volta, o São Paulo conseguiu virar o placar, eliminando o clube carioca. Além disso, a partida ficou marcada por vários lances polêmicos e um pênalti mal marcado pelo árbitro Bráulio Zannoto a favor dos donos da casa.
Em outubro de 1982, Charles Borer finalmente fora deposto da presidência do clube, dando lugar a Juca Mello Machado, que prometia processar seu antecessor e reassumir a sede de General Severiano, mas nada feito. Em menos de um ano, renunciou por problemas de saúde e deu lugar a Emmanuel Sodré Viveiros de Castro, o Maninho, que também não durou muito no cargo. Coube a Althemar Dutra de Castilho, que havia desafiado à ditadura militar anos atrás, a tentativa de retomar o período de glórias, ao lado de Emil Pinheiro, vice-presidente de futebol.
No Campeonato Brasileiro de 1986, houve muita confusão: o regulamento previa a diminuição de clubes de 48 para 28 equipes no ano seguinte. Como terminou a competição na 31.ª colocação, o Botafogo não deveria ter se classificado para o Campeonato Brasileiro de 1987. No entanto, um imbróglio judicial envolvendo Vasco da Gama, Joinville e Portuguesa fez com que a CBF mudasse o regulamento do Brasileirão de 1986 durante a competição, fazendo com que mais equipes avançassem à segunda fase. O caso fez estourar a crise no futebol brasileiro e abriu brecha para o surgimento do Clube dos 13. Como a CBF já havia declarado não ter condições financeiras para organizar o Campeonato Brasileiro de 1987, o recém-criado Clube dos 13 promoveu a Copa União, com a participação dos clubes fundadores (entre eles o Botafogo) e mais três convidados: Coritiba, Santa Cruz e Goiás. Posteriormente, com o sucesso comercial da nova competição, a CBF voltou atrás e criou seu próprio Campeonato Brasileiro, com os clubes "excluídos" pela Copa União.
Para o ano de 1988, o Botafogo permaneceu no Campeonato Brasileiro, juntamente com todas as equipes da Copa União. O alvinegro terminou a edição daquele ano em 17.° lugar, eliminado na primeira fase. O momento mais marcante daquela campanha foi a derrota para o Vasco da Gama por 3–0: ao final da partida, a gandula botafoguense Sonja Martinelli, de apenas 11 anos, caiu no choro e declarou amor ao clube. O Botafogo estava há 20 anos sem conquistar um título oficial.
Desde a conquista da Taça Brasil de 1968 até 1989, os melhores resultados obtidos pelo Glorioso haviam sido torneios de verão conquistados no exterior, como o Troféu Triangular de Caracas e o Troféu Cidade de Palma de Mallorca. O jejum de títulos incomodava, mas estava prestes a ter um fim: no dia 21 de junho de 1989, o Botafogo treinado por Valdir Espinosa e liderado em campo por Mauro Galvão, Paulinho Criciúma e Josimar conquistou o Campeonato Carioca, de forma invicta, após vitória sobre o Flamengo de Zico, Bebeto e Leonardo. A primeira partida da decisão terminou empatada em 0–0. No segundo jogo, o Botafogo venceu com gol único do atacante Maurício, camisa 7, após cruzamento de Mazolinha. A torcida do Flamengo reclamou que Maurício teria empurrado Leonardo no lance do gol, o que foi refutado pelo atacante alvinegro, que alegou apenas ter tocado no defensor, sem empurrá-lo. Polêmica à parte, para o Botafogo era o fim de um período de sofrimento e o começo de uma nova era gloriosa.

### Anos 1990: mais títulos e a "Tuliomania"

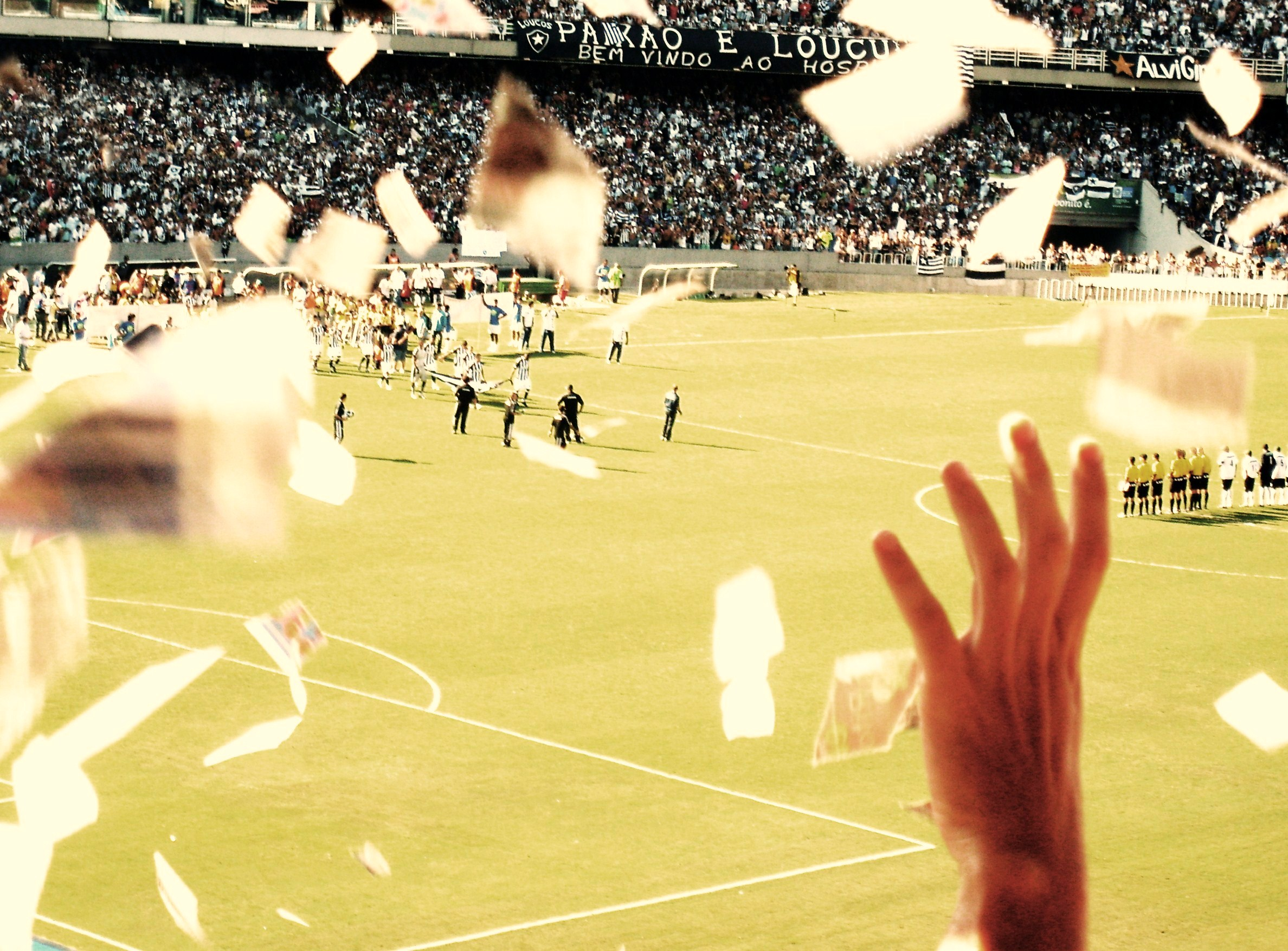
Torcedores alvinegros em festa no Maracanã

No ano seguinte a um dos títulos mais importantes de sua história, o alvinegro repetiu o triunfo no Campeonato Estadual. Desta vez, numa polêmica final contra o Vasco da Gama, com nomes como Valdeir, Carlos Alberto Dias, Carlos Alberto Santos e Djair no elenco.
Em 1992, o clube voltou a disputar uma final de Campeonato Brasileiro após vinte anos, contra o rival Flamengo. Às vésperas do primeiro duelo, uma polêmica: o então craque do time Renato Gaúcho fez uma aposta com o centroavante rubro-negro Gaúcho e, caso o Botafogo perdesse, ele daria um churrasco aos adversários. Com a derrota por 3–0, Renato pagou a aposta e desagradou o presidente Emil Pinheiro e os torcedores alvinegros, causando seu afastamento da segunda partida. No jogo de volta, sem Renato, o Botafogo saiu atrás, mas conseguiu empatar em 2–2. O resultado não foi suficiente para evitar o vice-campeonato. O embate ainda ficou marcado pela maior tragédia da história do Maracanã: cerca de 30 minutos antes de a bola rolar, a grade de proteção da arquibancada superior onde estava a torcida do Flamengo cedeu e diversas pessoas caíram, atingindo também aqueles que estavam no anel abaixo. Ao todo, três pessoas morreram e 90 ficaram feridas. Após o ocorrido, o estádio ficou fechado por sete meses.

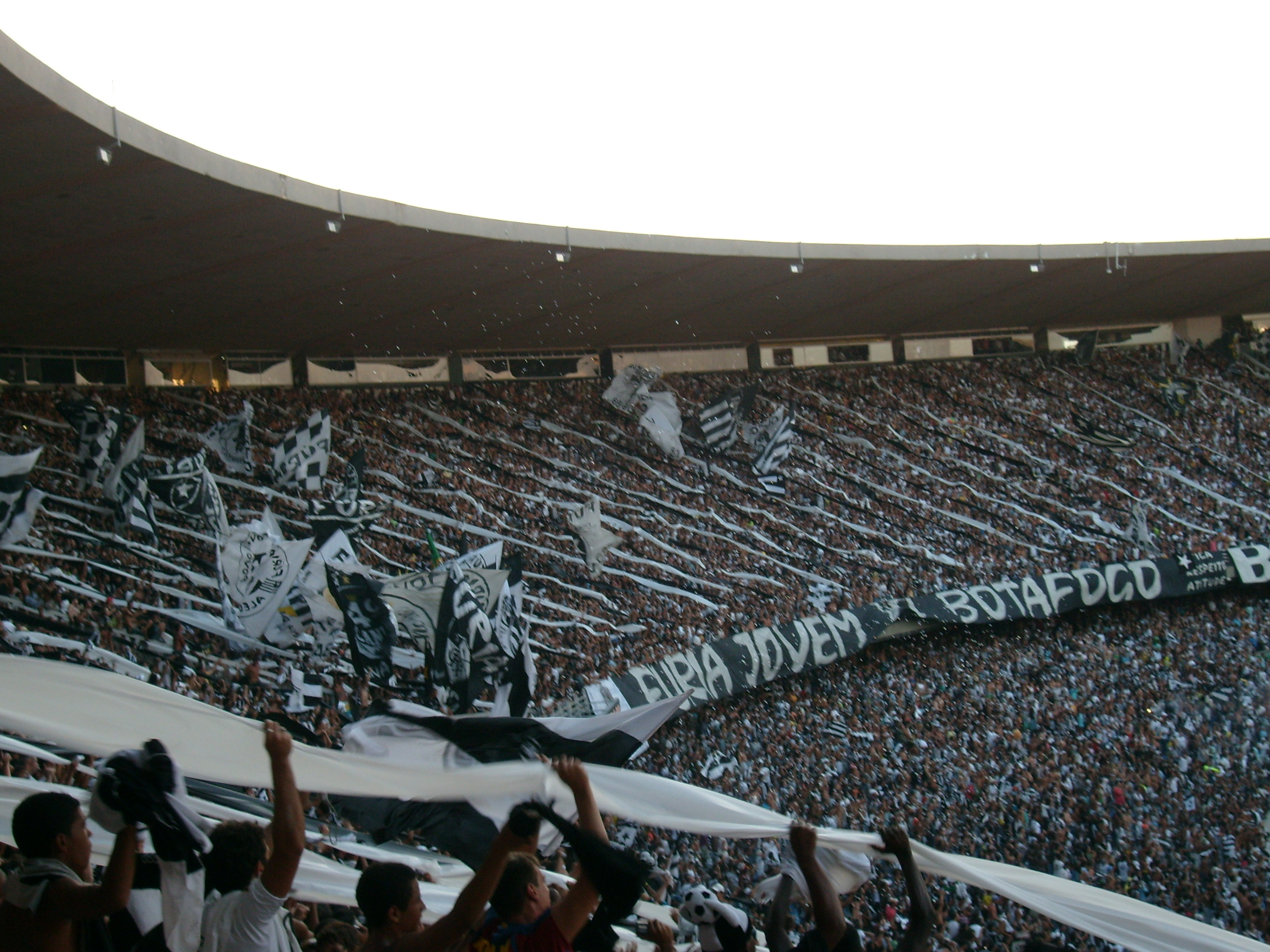
O Botafogo foi o primeiro clube carioca a conquistar um título continental no Maracanã, em 1993

Com a segunda colocação no Brasileirão, o Botafogo se classificou para a Copa CONMEBOL de 1993. Sem nenhum jogador titular da boa campanha da temporada anterior e sem caixa até para comprar bolas para treinamento, o Glorioso conquistou, de maneira surpreendente, o primeiro título internacional oficial de sua história. Treinado por Carlos Alberto Torres e com um time considerado fraco, com destaque para o atacante Sinval e o goleiro Willian Bacana, o Botafogo eliminou Bragantino, Caracas, da Venezuela, e o grande favorito Atlético Mineiro, antes de chegar à decisão contra o Peñarol, do Uruguai. No primeiro confronto, empate em 1–1 em Montevidéu. O resultado animou a torcida botafoguense, que se aglomerou na porta do Maracanã no dia da partida de volta em busca de bilhetes. Sem ingresso para todos, a solução foi abrir os portões do estádio. A estimativa é que o público tenha superado 40 mil pessoas, apesar de apenas 26 276 terem pago pela entrada. Em campo, o empate em 2–2 levou a decisão para os pênaltis. Com duas defesas de Willian Bacana, o Botafogo venceu por 3–1 e garantiu o troféu. Com o feito, o Botafogo tornou-se o primeiro clube carioca a conquistar um título continental no Maracanã e a ser campeão de um torneio secundário da CONMEBOL (o clube não jogaria pela Copa Mercosul, que funcionava via convite). Paralelamente à campanha vitoriosa no torneio sul-americano, a equipe fazia um Campeonato Brasileiro pífio, terminando na 31.ª colocação.
No ano seguinte, o clube foi convidado pela CONMEBOL para disputar a Recopa Sul-Americana contra o São Paulo, campeão da Copa Libertadores e da Supercopa Libertadores. Em partida única, disputada em Kōbe, no Japão, o alvinegro foi derrotado por 3–1, ficando com o vice-campeonato. No mesmo ano, pela primeira vez na história, ocorreu uma Copa do Mundo sem nenhum jogador alvinegro convocado. O ano de 1994 também ficou marcado pelo retorno do clube à sede de General Severiano, após ter recuperado a posse da propriedade dois anos antes. No Campeonato Brasileiro, o time ficou em 5.° lugar, eliminado nas quartas de final pelo Atlético Mineiro. Com dezenove gols, Túlio Maravilha foi o artilheiro da competição, ao lado de Amoroso, do Guarani.

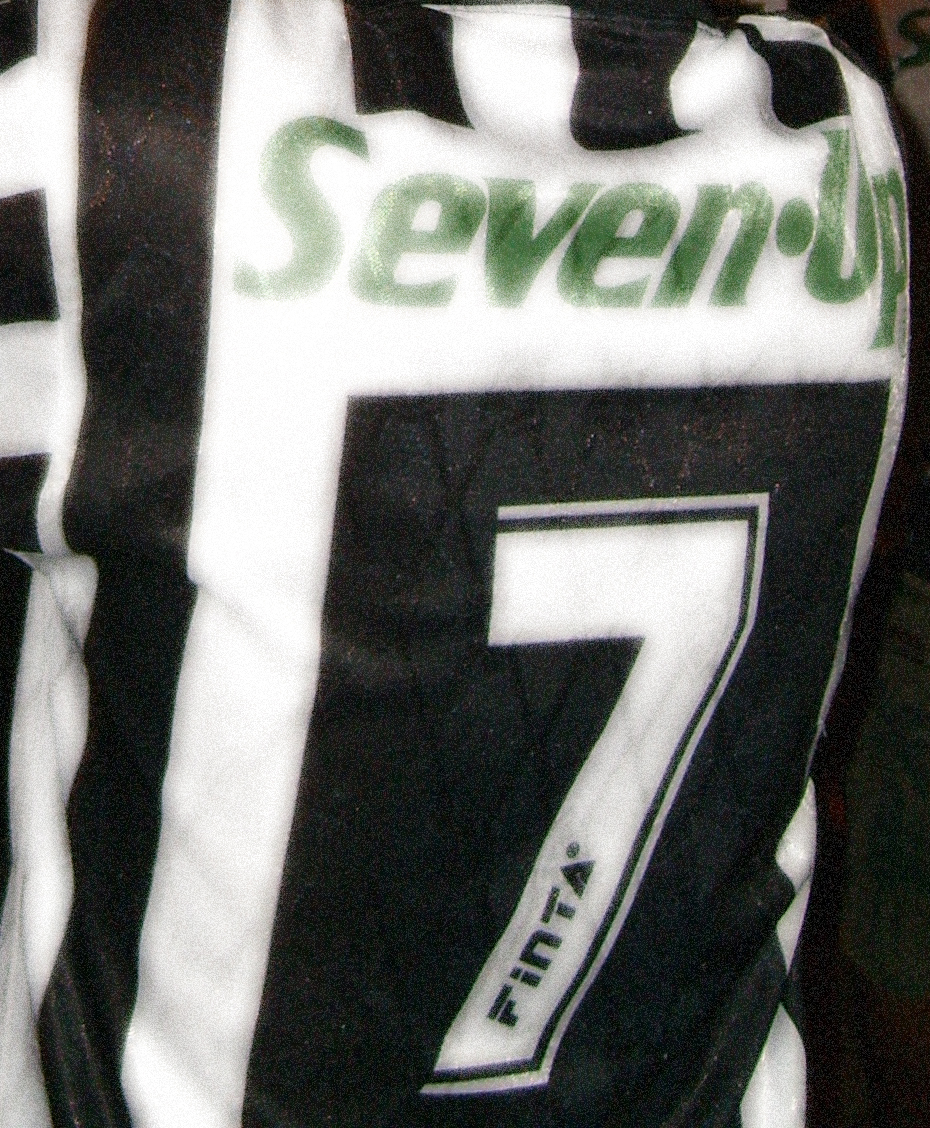
Com Túlio Maravilha vestindo a camisa 7 e o patrocínio da 7 Up, o Botafogo conquistou o Brasileirão de 1995 e alavancou as vendas da marca de refrigerante

Em 1995, Túlio continuou em alta. No Campeonato Carioca, foi novamente artilheiro com 27 gols e se autointitulou o "Rei do Rio", em disputa com os atacantes Renato Gaúcho, do Fluminense, Romário, do Flamengo e Valdir Bigode, do Vasco da Gama. Apesar dos gols, o alvinegro ficou com a terceira colocação do torneio. A grande glória do ano viria com o título do Campeonato Brasileiro, o primeiro do clube desde que a competição passou a ser organizada pela CBF. Além de Túlio, o elenco alvinegro contava com nomes como Gonçalves, Donizete, Sérgio Manoel, Wilson Gottardo e Wágner, comandados pelo então novato treinador Paulo Autuori. Apesar dos salários atrasados e da desunião entre alguns jogadores, a equipe fez campanha brilhante e chegou à grande decisão contra o Santos, após eliminar o Cruzeiro na semifinal. No primeiro jogo da final, o Glorioso venceu por 2–1, no Maracanã. Mesmo com a vitória, o time e a torcida ficaram apreensivos, uma vez que o Santos havia revertido vantagem bem maior na semifinal contra o Fluminense, quando perdeu de 4–1 no Rio de Janeiro e venceu por 5–2 em casa. Um lance na primeira partida da final ainda gerou controvérsia: quando o placar marcava 1–1, Túlio recebeu uma bola de frente para o gol, mas o árbitro Sidrack Marinho dos Santos parou e anotou uma falta a favor do Botafogo, sem levar em conta a lei da vantagem. A torcida do Botafogo alega que, com isso, o árbitro teria evitado um gol de Túlio e impedido uma diferença de gols maior. Já a torcida do Santos argumenta que o lance já estava paralisado e que não havia certeza se Túlio faria o gol. Na partida de volta, no Pacaembu, houve muito mais polêmica: o árbitro Márcio Rezende de Freitas cometeu três erros decisivos durante a partida, dois a favor do Botafogo e um a favor do Santos. O juiz validou um gol irregular do Botafogo (Túlio estava impedido), um gol irregular do Santos (o lateral Marquinhos conduziu a bola com a mão no lance) e anulou um gol legal do santista Camanducaia ao marcar impedimento inexistente. Ao fim do duelo, o empate em 1–1 garantiu o troféu para a equipe carioca e a presença de Túlio Maravilha na galeria dos maiores ídolos do clube. Dessa vez, o atacante foi artilheiro isolado do Brasileirão, com 23 gols.
Na temporada seguinte, o clube se desfez da maioria de seus jogadores, mas ainda assim conquistou títulos: os principais foram a Taça Cidade Maravilhosa e o Troféu Teresa Herrera, diante da poderosa Juventus, campeã da Liga dos Campeões e da Copa Europeia/Sul-Americana de 1996. O Glorioso também conquistou a Copa Nippon Ham, em Osaka, no Japão, e o Torneio Presidente da Rússia, na cidade de Vladikavkaz. Na Copa Libertadores, foi eliminado nas oitavas de final pelo Grêmio. No Brasileirão, terminou na 17.ª colocação.
Em 1997, o Botafogo ficou sem o artilheiro Túlio Maravilha, que foi vendido ao Corinthians. Mesmo assim, venceu mais um Campeonato Carioca, novamente contra o Vasco da Gama, graças a um gol do reserva Dimba. Na festa do título, o zagueiro Gonçalves comemorou rebolando, ironizando o atacante rival Edmundo, que havia rebolado em campo na primeira partida do duelo. Em 1998, com a base da equipe campeã carioca do ano anterior, além do retorno de Túlio e da chegada de Bebeto, o clube conquistou o Torneio Rio-São Paulo pela quarta vez, batendo o São Paulo. Na primeira partida, em uma decisão emocionante no Morumbi, com duas viradas no placar, o Botafogo venceu por 3–2. No jogo de volta, no Maracanã, o empate garantiu o título alvinegro. Ao final da temporada, contudo, Túlio saiu novamente do clube, dispensado pela diretoria.
Em 1999, comandado por Bebeto e Rodrigo, o alvinegro foi vice-campeão da Copa do Brasil após perder a final para o Juventude. Curiosamente, no primeiro jogo da final, o Botafogo teve dois gols erradamente anulados pelo árbitro Márcio Rezende de Freitas, o mesmo que falhara três vezes na final do Campeonato Brasileiro de 1995, duas delas em favor do time carioca. O jogo de volta ficou marcado pela presença de 101 581 torcedores no Maracanã, a última vez que o estádio recebeu mais de 100 mil pessoas. O duelo também registra o maior público da história da Copa do Brasil.
Na virada do século, o clube foi eleito pela FIFA um dos maiores clubes do século XX, em uma lista com apenas outros dois clubes brasileiros, os rivais Santos e Flamengo.

### Anos 2000: época de crise e um novo estádio
Desde o início dos anos 2000, o Botafogo flertou com o rebaixamento no Campeonato Brasileiro. Campanhas ruins foram realizadas em 1999 – quando o clube escapou graças a pontos conquistados no STJD devido ao Caso Sandro Hiroshi – em 2000 e em 2001. O rebaixamento finalmente aconteceu em 2002. Elencos frágeis, sálarios atrasados, má gestão administrativa, baixa assistência aos estádios e início de movimentos de repressão de torcidas organizadas foram marcas desse período dramático da história do alvinegro. O momento de maior brilho ficou por conta do vice-campeonato do Torneio Rio-São Paulo de 2001.
Para o Campeonato Brasileiro de 2002, a equipe sofreu com a saída de vários jogadores do plantel antes do início da competição. O time que nos outros anos era liderado por Rodrigo e Dodô, entre outros, tinha como destaques o zagueiro Sandro e o volante Galeano. Treinada a maior parte do campeonato por Ivo Wortmann, a equipe não conseguiu se consolidar e, já sob o comando de Carlos Alberto Torres, que assumiu nos últimos jogos da competição, foi rebaixada após perder para o São Paulo por 1–0, com gol de Dill, no Caio Martins.

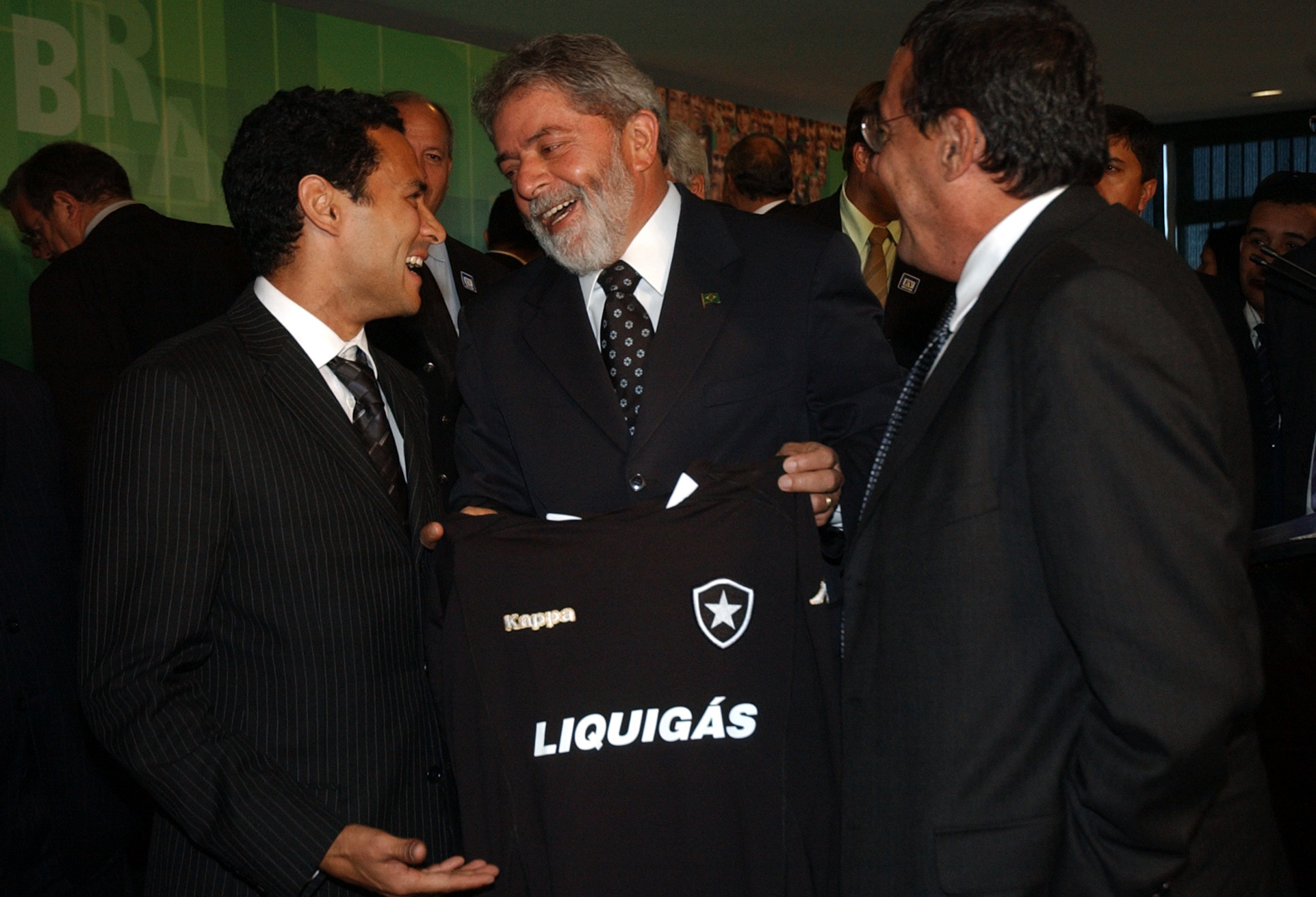
Túlio Guerreiro e Bebeto de Freitas entregam uma camisa do Botafogo ao então presidente Lula

Ao final daquele ano, terminava a gestão presidencial de Mauro Ney Palmeiro, que foi substituído por Bebeto de Freitas, ex-atleta e treinador de vôlei. Repleto de dívidas com jogadores e empresários, sem local para treinar, sem patrocinador e sem um estádio que suportasse sua torcida, além de jogadores pedindo para não atuar mais pelo clube, o Botafogo vivia a maior crise de todos os tempos. O Campeonato Carioca de 2003 foi usado como "laboratório", mas sem sucesso, e o time não se classificou para as semifinais.
Na Série B, o Botafogo iniciou sua trajetória perdendo para o Vila Nova, em Goiânia, por 2–1. A primeira vitória só viria na terceira rodada, fora de casa, contra o CRB, por 3–0. Ao decorrer da competição, o clube chegou a liderar o campeonato, mas terminou a primeira fase em segundo lugar. Na segunda fase, ficou novamente em segundo lugar no seu grupo, atrás do Marília. No quadrangular final contra Palmeiras, Marília e Sport, o Glorioso conseguiu acesso à Série A com uma rodada de antecipação, após derrotar o Marília por 3–1, no Caio Martins. Ao final da competição, o time do técnico Levir Culpi, liderado por jogadores como Sandro, Túlio Guerreiro, Valdo e Leandrão terminou como vice-campeão.

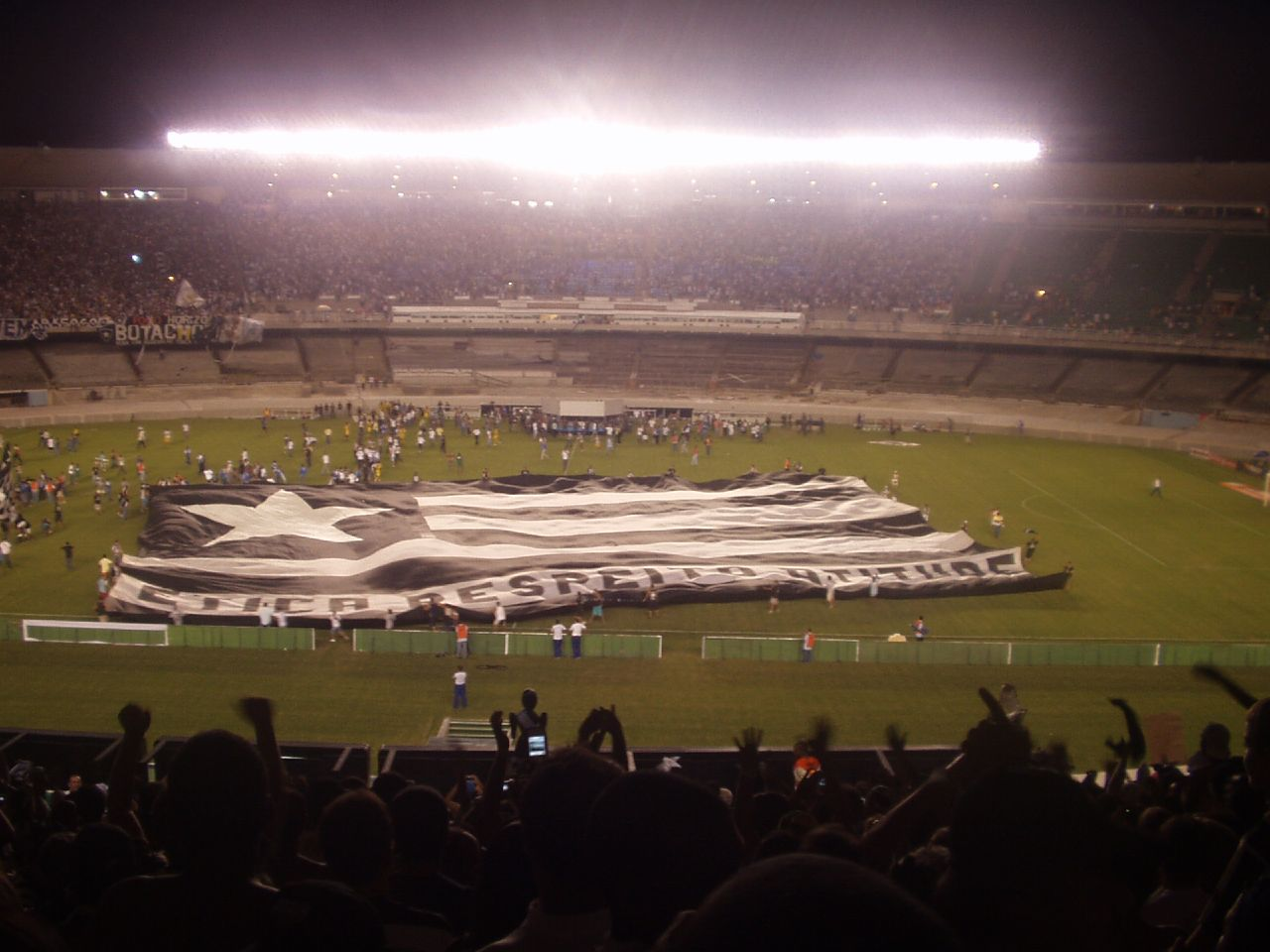
Comemoração do título estadual de 2006, no Maracanã

Em 2004, ano do centenário do futebol do clube, a equipe fez novamente campanhas ruins, eliminado precocemente no Campeonato Carioca e na Copa do Brasil. Na Série A, só escapou de um segundo rebaixamento na última rodada, ao empatar em 1–1 com o Atlético Paranaense, em Curitiba, e graças a uma combinação de resultados.
A partir de 2005, o Botafogo ensejava um processo de estabilização administrativa que se refletia, paulatinamente, em campo. Já naquele mesmo ano, o time fez uma campanha destacada na Taça Guanabara, porém acabou eliminado na semifinal pelo Americano. No Campeonato Brasileiro, o alvinegro chegou a liderar a classificação nas primeiras rodadas, mas em meio a salários atrasados de jogadores e funcionários, além da saída do técnico PC Gusmão, o time não conseguiu retomar a disputa pelo título e terminou apenas em 9º lugar. Por outro lado, esta foi, até então, a melhor participação do Glorioso em Campeonatos Brasileiros desde o título de 1995, o que garantiu a classificação para a Copa Sul-Americana de 2006 e, portanto, o retorno a competições internacionais após dez anos.
Em 2006, comandada pelo ex-jogador alvinegro Carlos Roberto e com jogadores como Dodô, Lúcio Flávio, Zé Roberto, Ruy e Scheidt, a equipe encerrou um período de oito anos sem títulos, conquistando suas primeiras taças no século XXI: venceu a Taça Guanabara diante do America e, posteriormente, o Campeonato Carioca, contra o Madureira.  Ainda em 2006, Cuca assumiria o cargo de técnico. Na Copa Sul-Americana, o time foi eliminado logo na primeira fase pelo Fluminense. No Campeonato Brasileiro, a equipe começou lutando contra o rebaixamento mas, após a chegada de Cuca, o time melhorou e, em dado momento, chegou a disputar uma vaga na Libertadores; porém a vaga ficou distante após uma derrota para o Internacional na 30ª rodada, numa partida em que o alvinegro se sentiu prejudicado pela arbitragem. O time terminou o campeonato em 12º lugar, classificando-se apenas para a Copa Sul-Americana. O trabalho de Cuca daria bons frutos no ano seguinte, quando, jogando um futebol moderno, a equipe guiada por Dodô, Zé Roberto, Lúcio Flávio, Jorge Henrique e Túlio Guerreiro, chamaria a atenção do país, sendo apelidada de Carrossel Alvinegro.

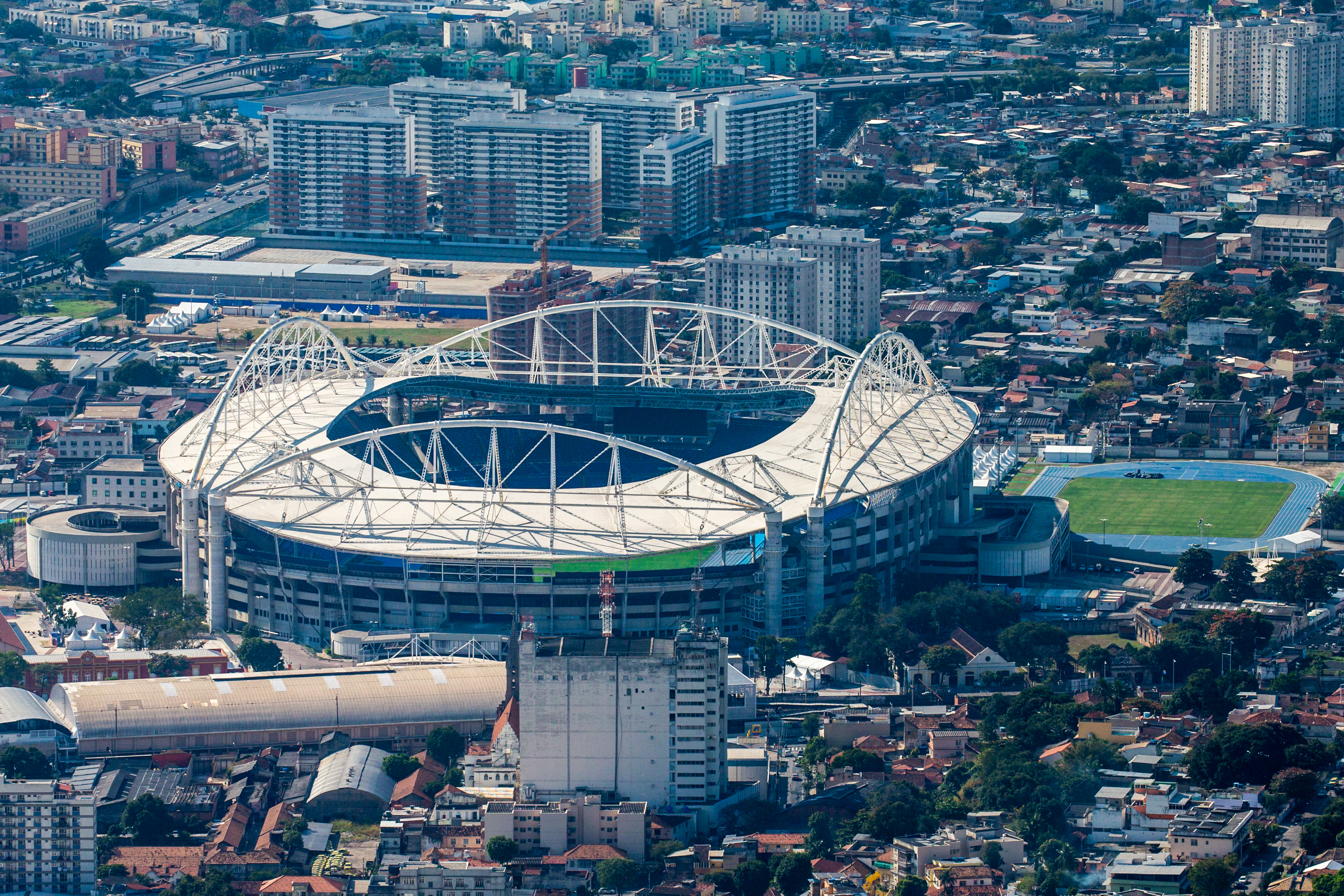
Vista aérea do Estádio Nilton Santos

Apesar do bom futebol, o ano de 2007 ficou marcado pela falta de títulos e por derrotas traumáticas. No Campeonato Carioca, o alvinegro sofreu logo no primeiro turno uma dura derrota para o Boavista-RJ: em jogo no qual o alvinegro era o grande favorito diante da equipe estreante na elite estadual e que até então não havia vencido uma partida sequer no torneio, o time perdeu por 3–2 mesmo estando à frente do placar duas vezes, ficando de fora das semifinais da Taça Guanabara. Depois, venceu a Taça Rio diante da Cabofriense, porém foi vice-campeão estadual após dois empates em 2–2 contra o Flamengo e derrota nos pênaltis. Na partida de volta, o auxiliar Hilton Moutinho Rodrigues marcou impedimento em um lance legal do atacante Dodô, aos 44 minutos do 2.° tempo, o que revoltou jogadores e diretoria, uma vez que o atacante ainda foi expulso no lance pelo árbitro Djalma Beltrami. Posteriormente, tanto Beltrani quanto Moutinho reconheceram que erraram no lance. Na Copa do Brasil, mais uma derrota desestabilizante: o time foi eliminado na semifinal pelo Figueirense, em jogo marcado por uma falha grotesca do goleiro Júlio César e, principalmente, por dois gols do Botafogo mal anulados pela auxiliar Ana Paula Oliveira, que viria a ser afastada do esporte.
No Campeonato Brasileiro, a equipe iniciou a campanha bem e liderou o torneio por 11 rodadas, terminando o primeiro turno na segunda colocação. Entretanto, problemas internos – como por exemplo o afastamento por doping do craque Dodô – geraram uma grande queda de rendimento que fez o alvinegro cair pela tabela, terminando o ano na 9.ª colocação. Ainda em 2007, pela Copa Sul-Americana, a equipe caiu nas oitavas de final para o River Plate após sofrer um gol aos 47 minutos do 2.° tempo com dois jogadores a mais. Sem títulos nos gramados, o grande marco do ano para o Botafogo foi a conquista do Estádio Olímpico Nilton Santos, à época denominado Estádio Olímpico João Havelange. A concessionária Companhia Botafogo arrendou a arena, construída para os Jogos Pan-Americanos de 2007, até o ano de 2027.

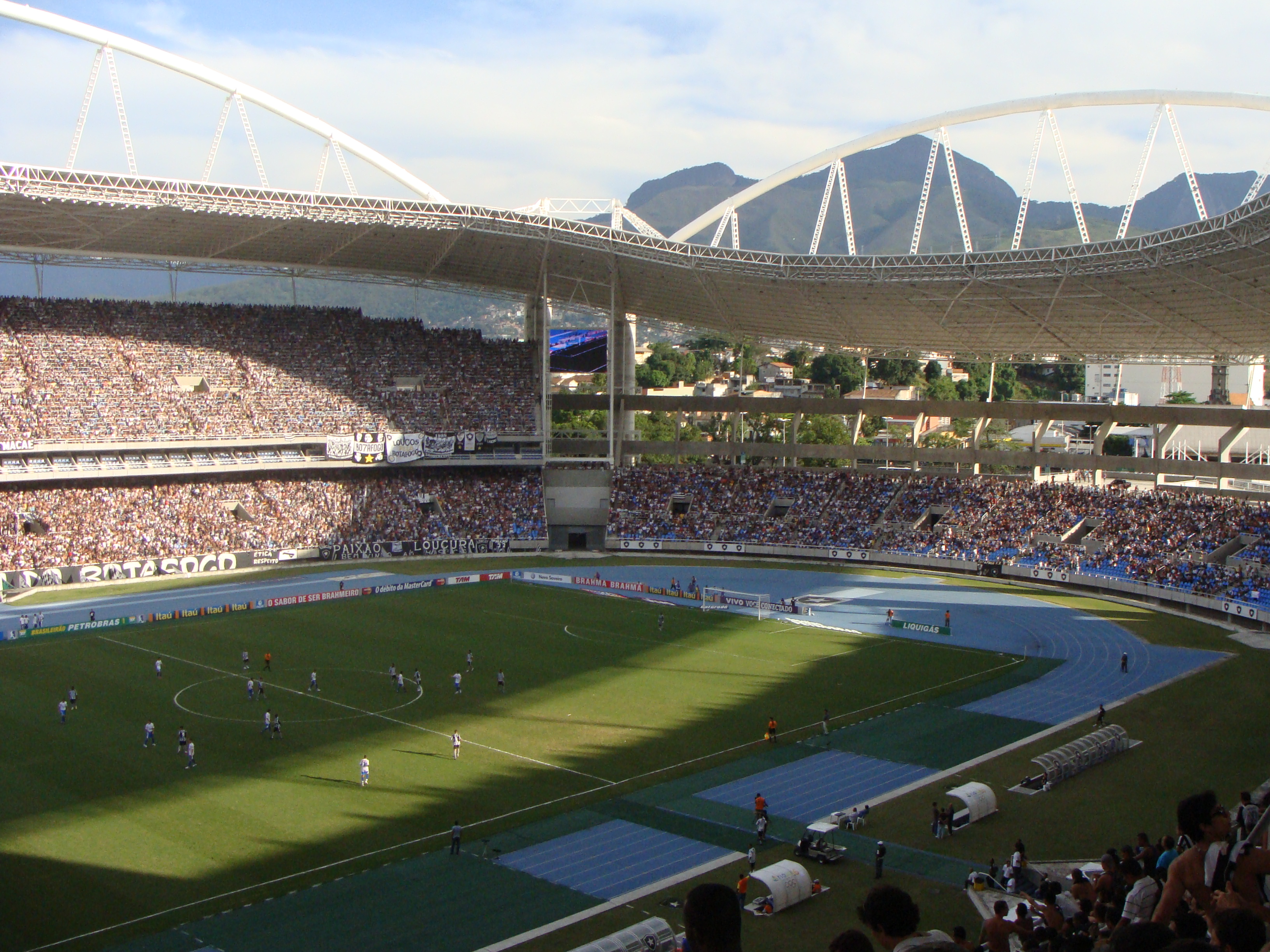
Botafogo no Nilton Santos, em 2009

Em 2008, o Botafogo foi campeão da Copa Peregrino, disputada por equipes do Rio de Janeiro e da Noruega, em meio à pré-temporada. No entanto, nos torneios oficiais, o alvinegro obteve resultados semelhantes aos do ano anterior. Venceu a Taça Rio frente ao Fluminense, porém foi vice-campeão carioca novamente contra o Flamengo. Na Copa do Brasil, o Botafogo foi eliminado pela segunda vez seguida nas semifinais, desta vez sendo derrotado pelo Corinthians, nos pênaltis. Na Copa Sul-Americana, o Glorioso caiu para outro argentino, o Estudiantes de La Plata, dessa vez nas quartas de final. Já no Campeonato Brasileiro, após um mau começo, terminou na 7.ª colocação.
Para 2009, Mauricio Assumpção foi eleito presidente do clube e, imediatamente, encontrou sérias restrições orçamentárias para reformular o elenco. Mas, mesmo desacreditado, o time foi campeão da Taça Guanabara. Na Taça Rio, chegou até a final, mas deixou escapar a chance de levantar o troféu do Campeonato Carioca antecipadamente ao perder para o Flamengo devido a um gol contra do zagueiro Emerson. Durante o primeiro jogo da final do Estadual, além de novo gol contra do zagueiro Emerson, sofreu um duro baque ao ver o meia Maicosuel, o melhor jogador da equipe, e o atacante Reinaldo se lesionarem em um mesmo lance e serem substituídos enquanto vencia a partida. O Botafogo acabou sucumbindo pela terceira vez seguida na final para o Flamengo, após dois empates em 2–2, de novo, nos pênaltis.
Na Copa do Brasil, o time fez feio e foi eliminado na segunda fase para o Americano, nos pênaltis. No Brasileirão, o mau começo custou o emprego do técnico Ney Franco, que foi substituído por Estevam Soares. A campanha continuou ruim e a equipe frequentou a zona de rebaixamento por várias rodadas, mas conseguiu se garantir na Série A de 2010 graças a uma vitória sobre o Palmeiras, que brigava pelo título, na última rodada.

### Anos 2010: década de altos e baixos
Para o ano de 2010, o clube trouxe o uruguaio Loco Abreu, que recebeu a camisa 13 das mãos de Zagallo, e a contratação animou a torcida. No Campeonato Carioca, porém, a equipe sofreu, já na terceira rodada da Taça Guanabara, uma pesada goleada por 6–0 no clássico contra o Vasco da Gama, o que custou o emprego de Estevam Soares, sendo trocado por Joel Santana. Joel já comandara o time em 1997 e 2000, sendo campeão estadual em sua primeira passagem. Ao chegar ao Botafogo, trabalhou a autoestima dos jogadores, e o time foi, aos poucos, subindo de produção. O gol do jovem Caio, que ficaria conhecido como "talismã", contra o Flamengo, pôs a equipe na final da Taça Guanabara. O título foi conquistado após vitória contra o Vasco da Gama, por 2–0. Na Taça Rio, o Botafogo enfrentou o Fluminense na semifinal e bateu o tricolor por 3–2. Na final contra o Flamengo, com gols de pênalti de Herrera e Abreu, de cavadinha, e com Jefferson defendendo uma penalidade cobrada por Adriano, o alvinegro venceu por 2–1 e garantiu o título estadual por antecipação.

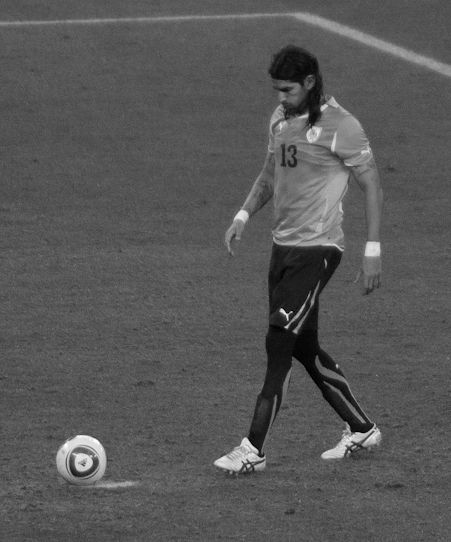
Herói do título carioca de 2010, Loco Abreu reviveu as tradições do alvinegro em Copas do Mundo

Na Copa do Brasil, o time não foi longe: acabou eliminado pelo Santa Cruz na segunda fase. No Campeonato Brasileiro, o time frequentou a zona de rebaixamento, mas melhorou de rendimento e subiu na tabela, chegando a brigar por uma vaga na Copa Libertadores. A classificação, porém, não veio após derrota para o Grêmio na última rodada. Mesmo assim, o clube obteve alguns feitos no ano: Jefferson foi convocado para defender a Seleção Brasileira, sendo o primeiro jogador do clube a chegar à Seleção em 12 anos, após Gonçalves e Bebeto. Antes disso, Loco Abreu disputou a Copa do Mundo de 2010 pelo Uruguai, se tornando o primeiro jogador alvinegro em Copas após 12 anos.
Em 2011, o Botafogo começou a temporada com atuações irregulares no Campeonato Carioca, o que fez muitos torcedores criticarem o técnico Joel Santana. As queixas aumentaram depois que o time foi eliminado da Taça Guanabara pelo Flamengo e perdeu para o Vasco da Gama no início do segundo turno, culminando no pedido de demissão de Joel e na contratação do técnico Caio Júnior. Entretanto a mudança não foi suficiente para salvar o primeiro semestre, que acabou com o time eliminado precocemente tanto no Campeonato Carioca, quanto na Copa do Brasil. Mas, no Campeonato Brasileiro, o clube fez uma campanha de destaque, e novamente brigou por uma vaga na Copa Libertadores. Priorizando o título nacional, o clube utilizou jogadores reservas na Copa Sul-Americana e foi eliminado nas oitavas de final pelo Santa Fe, da Colômbia. Na reta final do Brasileirão, o time sofreu sete derrotas em nove jogos e terminou a competição apenas em 9.° lugar. O técnico Caio Júnior foi demitido após o revés diante do América Mineiro, sendo substituído pelo interino Flávio Tênius nos três últimos jogos. Por causa da campanha decepcionante, a diretoria do clube dispensou vários jogadores.
Para o ano de 2012, o clube contratou Oswaldo de Oliveira como técnico. Único grande do Rio fora da Libertadores, o Botafogo se dedicou ao Campeonato Carioca e foi a única equipe a terminar tanto a Taça Guanabara quanto a Taça Rio invicta. Na decisão contra o Fluminense, porém, o Glorioso foi goleado por 4–1, praticamente liquidando as chances de título. Na mesma semana, o Botafogo não só perdeu a invencibilidade, como perdeu a chance de disputa de títulos do primeiro semestre: derrota por 2–1 para o Vitória, em pleno Engenhão, nas oitavas de final da Copa do Brasil e nova derrota para o Fluminense no jogo de volta da final do Carioca, confirmando o vice-campeonato.

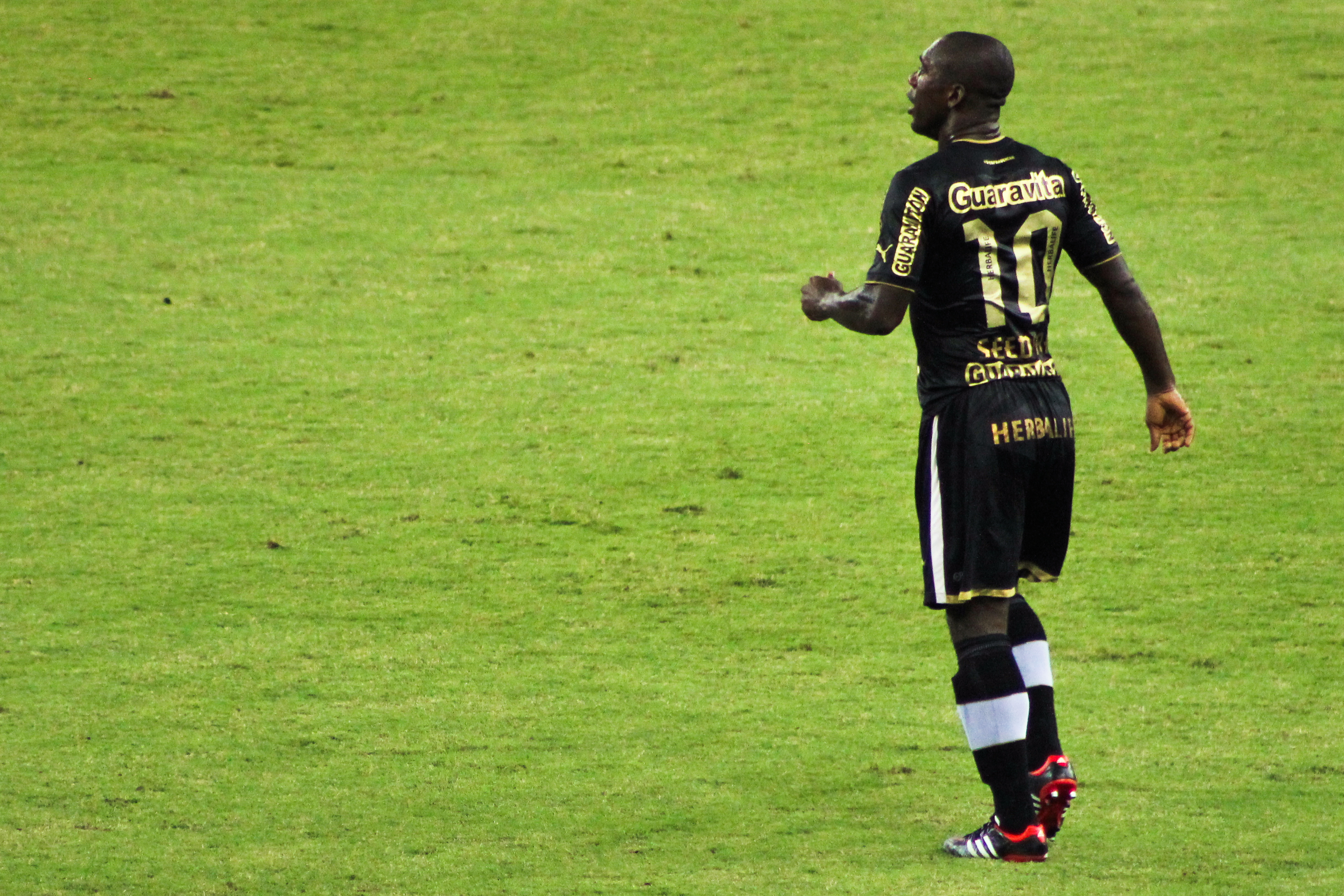
Nascido no Suriname e naturalizado holandês, Clarence Seedorf é considerado como uma das maiores contratações da história do futebol brasileiro

Para o Brasileirão, o clube fez sua maior contratação dos últimos anos e a maior do futebol brasileiro na temporada ao trazer o craque holandês Seedorf. O jogador foi apresentado oficialmente no dia 7 de julho, antes da partida contra o Bahia, no Engenhão, pela 8.ª rodada do Brasileirão, e a equipe não decepcionou: vitória por 3–0. Porém, na estreia do holandês, diante de um público de quase 30 mil pagantes, não houve muito o que comemorar: derrota por 1–0 para o Grêmio. O primeiro gol de Seedorf aconteceria duas semanas depois, em Goiânia, contra o Atlético Goianiense, em uma cobrança de falta. O duelo terminou com vitória do Botafogo por 2–1, de virada. Porém, nem toda a habilidade do holandês foi capaz de salvar o ano do clube. Na Copa Sul-Americana, o time decepcionou e foi eliminado na primeira fase para o Palmeiras. No Brasileiro, o alvinegro terminou somente na 7.ª posição.
Em 2013, porém, Seedorf liderou a equipe no Campeonato Carioca, conquistado com sobras pelo Botafogo, que venceu tanto a Taça Guanabara quanto a Taça Rio, diante de Vasco da Gama e Fluminense, respectivamente. O Brasileirão também começou bem para o alvinegro, que chegou a liderar a competição por seis rodadas. Contudo, com as vendas de Fellype Gabriel e da revelação Vitinho, fora os problemas com atrasos de salário, a equipe caiu muito de produção, alternando altos e baixos. Nesse meio tempo, ainda foi eliminada pelo Flamengo nas quartas de final da Copa do Brasil, goleada por 4–0. Mesmo com a irregularidade na metade final da temporada, o time conseguiu terminar o Brasileiro em 4.° lugar, garantindo vaga na Copa Libertadores depois de 18 anos de ausência na competição continental.
No primeiro semestre de 2014, utilizando jogadores reservas durante quase toda a competição, o Botafogo fez sua pior campanha até então no Campeonato Carioca, com quatro vitórias, cinco empates e seis derrotas, 37,8% de aproveitamento e saldo de gols negativo, terminando na 9.ª posição entre 16 participantes. Na Copa Libertadores, apesar do apoio irrestrito da torcida, que lotou o Maracanã nos quatro jogos que a equipe fez no estádio, o Botafogo foi eliminado na fase de grupos. Na Copa do Brasil, o time já entrou nas oitavas de final e eliminou o Ceará em uma partida histórica: virada por 4–3 na Arena Castelão, com gols ao 49 e 50 minutos do 2.° tempo. Mas, na fase seguinte, o alvinegro voltou a fazer feio e foi eliminado pelo Santos, goleado por 5–0 no Pacaembu. No Campeonato Brasileiro, com um time fraco e salários atrasados, o clube fez uma das piores campanhas de sua história e foi rebaixado pela segunda vez à Série B, após nova derrota para o Santos, por 2–0, na 37.ª rodada. Ainda em 2014, o goleiro Jefferson foi convocado para a Copa do Mundo, a primeira vez desde 1998 em que o Botafogo teve um jogador na Seleção Brasileira no Mundial.
Em 2015, o clube conquistou a Taça Guanabara, mas ficou com o vice-campeonato do Estadual após perder a final para o Vasco da Gama. Na Copa do Brasil, foi eliminado pelo Figueirense em casa. O resultado, aliado ao desempenho oscilante na Série B, culminou na demissão do técnico René Simões. Para o seu lugar, Ricardo Gomes foi contratado e, mesmo contestado e com um elenco fraco, conquistou o título da competição e garantiu o retorno à Série A antecipadamente. Em 2016, o alvinegro foi novamente vice-campeão do Campeonato Carioca após derrota para o Vasco da Gama na final. Na Copa do Brasil, acabou eliminado nas oitavas de final pelo Cruzeiro, goleado por 5–2 no jogo de ida e derrotado por 1–0 na volta. Já no Campeonato Brasileiro, o clube começou muito mal, chegando a ser lanterna da competição e terminando o 1.º turno na zona de rebaixamento. Na segunda metade da competição, após a saída de Ricardo Gomes para o São Paulo e com a efetivação de Jair Ventura como técnico, o Glorioso se recuperou e terminou o campeonato na 5.ª colocação, classificando-se para a Copa Libertadores.

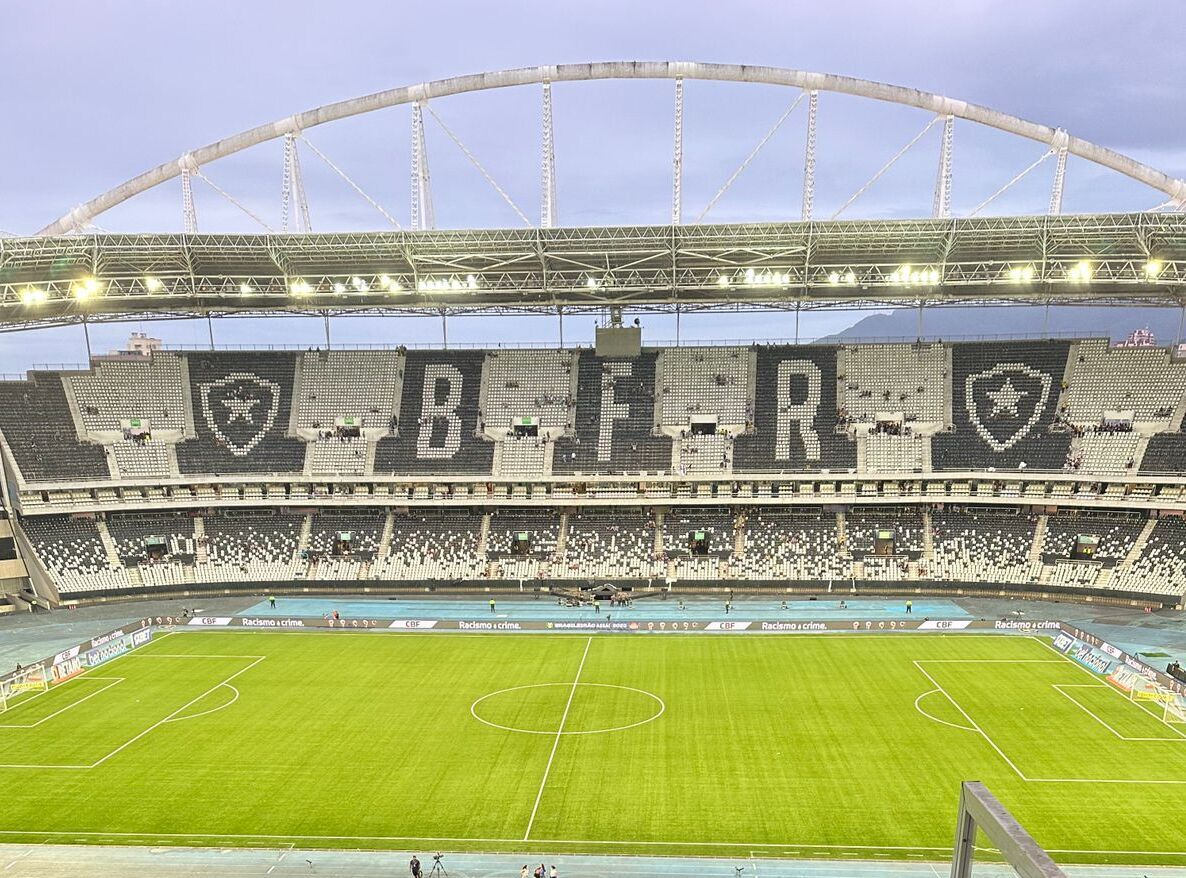
Em 2017, o então Estádio Olímpico João Havelange passou a se chamar oficialmente Estádio Nilton Santos e foi personalizado com as cores do Botafogo

No início de 2017, o foco do Botafogo se voltou para a fase preliminar da competição continental. O alvinegro entrou na Libertadores na segunda fase, encarando logo de início o Colo-Colo e eliminando o rival chileno após uma vitória e um empate. Na terceira e última etapa preliminar, o adversário foi o Olimpia. Novamente, o time carioca conseguiu avançar, dessa vez nos pênaltis após o goleiro Gatito Fernández, que entrou no decorrer do jogo de volta, defender três cobranças dos paraguaios. Por conta das primeiras partidas na competição continental, o clube utilizou jogadores reservas na Taça Guanabara e não conseguiu passar da fase de grupos. Já na Taça Rio, o time ficou com o vice-campeonato depois de perder a final para o Vasco da Gama. Na semifinal geral do Estadual, o algoz foi o Flamengo. Ainda na primeira metade do ano, o Glorioso garantiu classificação para a fase final da Libertadores ao terminar em primeiro lugar no seu grupo, ficando à frente de Barcelona de Guayaquil, Estudiantes e do atual campeão Atlético Nacional.
No segundo semestre, o Botafogo estreou diretamente nas oitavas de final da Copa do Brasil e eliminou Sport e Atlético Mineiro, mas acabou derrotado na semifinal pelo Flamengo. Já nas oitavas de final da Libertadores, o clube derrotou o Nacional com duas vitórias, mas não foi páreo para o Grêmio, que viria a ser o campeão desta edição, e deixou a competição nas quartas de final. Apesar da eliminação, o Botafogo fez história na Libertadores como o clube que mais eliminou campeões do torneio em uma única edição até então – cinco no total, superando o recorde do Once Caldas que despachou quatro campeões na Libertadores de 2004. No Campeonato Brasileiro, porém, o saldo foi negativo e a temporada terminou em frustração: depois de um começo irregular, o time se firmou e passou 14 rodadas na zona de classificação para Libertadores do ano seguinte, mas decepcionou na reta final e perdeu a vaga na última rodada após terminar apenas na 10.ª colocação.
Assim como o final da temporada anterior, o ano de 2018 também começou em crise: a exemplo do que fizera com Jair Ventura, que se transferiu para o Santos, a diretoria efetivou o inexperiente Felipe Conceição, até então auxiliar, para o cargo de treinador. Mas dessa vez a aposta não deu certo e o Botafogo sofreu duas eliminações logo no início da temporada, que resultaram na demissão do treinador: perdeu na semifinal da Taça Guanabara para o Flamengo e foi vexatoriamente eliminado na primeira fase da Copa do Brasil para a Aparecidense, time da Série D do Campeonato Brasileiro. Dirigido por Alberto Valentim, a equipe subiu de rendimento e chegou ao ponto alto na fase final do Campeonato Carioca: superou o Flamengo, algoz da Taça Guanabara, por 1–0 na semifinal geral e avançou para encarar o Vasco da Gama na grande decisão. Na primeira partida da final, a derrota por 3–2, de virada e sofrendo um gol no último minuto, em pleno Estádio Nilton Santos, deu ao Vasco da Gama a vantagem do empate no duelo seguinte. No jogo da volta, porém, o Botafogo deu o troco: diante de quase 65 mil pessoas no Maracanã, quando a torcida vascaína já comemorava o título, o zagueiro argentino Joel Carli marcou o gol da vitória alvinegra por 1–0 aos 50 minutos do 2.° tempo, levando o confronto para as penalidades máximas. Na disputa de pênaltis, mais uma vez brilhou a estrela de Gatito Fernández, que pegou duas cobranças e garantiu ao Glorioso seu 21.º título estadual.

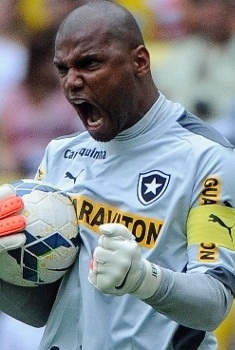
Com 459 jogos pelo clube, Jefferson é o terceiro jogador que mais atuou com a camisa do Botafogo

No meio do ano, Valentim aceitou uma proposta do futebol egípcio e deixou o clube, sendo substituído pelo experiente, porém pouco conhecido, Marcos Paquetá. O novo comandante durou apenas cinco jogos, acumulando quatro derrotas e apenas uma vitória, e logo foi trocado por Zé Ricardo. Já sob o comando de seu quarto técnico na temporada, o Botafogo chegou às oitavas de final da Copa Sul-Americana, mas foi eliminado nos pênaltis para o Bahia. No Campeonato Brasileiro, o time foi muito irregular e brigou contra as últimas posições durante toda a competição, mas arrancou na reta final e terminou em 9.º lugar. O ano de 2018 também marcou a última temporada do ídolo Jefferson: aos 35 anos e com 459 partidas pelo Botafogo, atrás somente de Nilton Santos e Garrincha na lista de atletas que mais vezes vestiram a camisa do clube, o goleiro se aposentou após vitória por 2–1 contra o Paraná, em jogo da penúltima rodada do Brasileirão.
Em 2019, o Botafogo teve uma temporada terrível: no Campeonato Carioca, não se classificou em nenhum dos turnos e terminou apenas na 8.ª colocação. Na Copa do Brasil, foi eliminado na terceira fase para o Juventude, enquanto na Copa Sul-Americana o algoz foi o Atlético Mineiro. No Brasileirão, passou quase toda a competição no meio da tabela e brigou contra o rebaixamento nas rodadas finais, terminando na 15.ª posição, sem sequer se classificar para a Sul-Americana do ano seguinte. Nos bastidores, o ano foi marcado por protestos dos jogadores, declarações polêmicas de dirigentes e uma enorme crise financeira, sanada sempre com a ajuda de empréstimos vindos de "botafoguenses influentes".

### Anos 2020: atualidade
Após os últimos anos conturbados, a temporada de 2020 começou sob grande expectativa pela criação da chamada "Botafogo S/A": um projeto junto a investidores pela profissionalização do departamento de futebol. No entanto, a ideia não saiu do papel e a temporada acabou se tornando caótica para o Botafogo, escancarando o tamanho da crise financeira, política e esportiva no clube.
Em um ano atípico devido à pandemia de COVID-19, no qual o calendário do futebol brasileiro chegou a ser paralisado por cerca de três meses e as partidas passaram a ser disputadas sem público, a torcida alvinegra comemorou à distância as contratações de duas estrelas de renome internacional: o japonês Keisuke Honda e o marfinense Salomon Kalou. Contudo, os atletas nunca renderam o esperado, assim como o restante do time e, ao todo, foram oito técnicos ao longo de toda a temporada (incluindo o argentino Ramón Díaz, que sequer chegou a estrear, e três interinos). O cenário se refletiu nos péssimos resultados: no Campeonato Carioca, apenas uma 5.ª colocação; na Copa do Brasil, eliminação frustrante nas oitavas de final diante do Cuiabá; já no Brasileirão, a equipe fez sua pior campanha nos pontos corridos – a sexta pior dentre todos os times na história do formato – e foi rebaixada pela terceira vez.
Na temporada de 2021, o clube contratou Marcelo Chamusca como técnico, ficou com a 6.ª colocação no Campeonato Carioca e foi eliminado pelo ABC na segunda fase da Copa do Brasil. Mesmo com os maus resultados, Chamusca permaneceu para a disputa da Série B, porém o desempenho do time continuou irregular e o treinador foi demitido após dez rodadas, sendo substituído por Enderson Moreira. Somente sob o comando do novo treinador, o trabalho de reestruturação e reorganização do clube (marcado pelas contratações do diretor de futebol Eduardo Freeland e do CEO Jorge Braga) começou a dar frutos dentro de campo. Com destaque para jogadores como Chay e Rafael Navarro, aliado ao forte desempenho como mandante no Estádio Nilton Santos, o Botafogo se impôs durante a competição, conquistou o acesso e sagrou-se bicampeão da Série B do Brasileirão com uma rodada de antecedência, em uma edição considerada "a mais difícil da história", que contou com rivais de peso como Cruzeiro e Vasco da Gama, que não conseguiram o acesso.

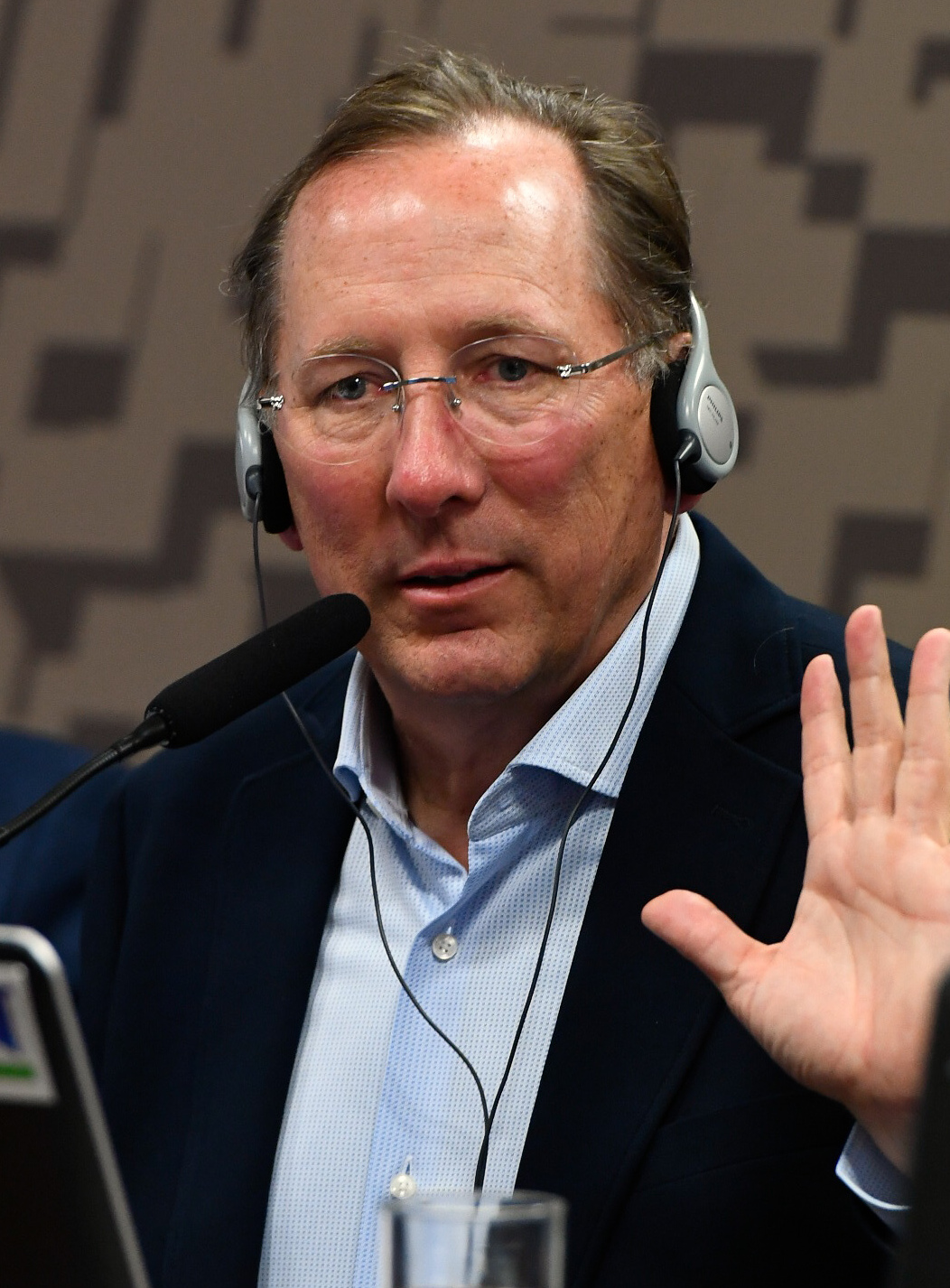
John Textor, proprietário da Eagle Football Holdings, tornou-se acionista majoritário da SAF botafoguense em 2022

Em 2022, o projeto de transformar o futebol do clube em uma Sociedade Anônima (SAF) finalmente se concretizou: em março, o norte-americano John Textor – representado pela sua companhia Eagle Holding – adquiriu os direitos da nova empresa após negociação que perdurava desde o ano anterior. Com um aporte inicial de R$ 100 milhões à vista, o Botafogo encontrava um caminho em potencial para se desenvencilhar das dívidas e voltar a ter maiores investimentos no futebol. No Campeonato Carioca, o time dirigido interinamente por Lúcio Flávio foi eliminado por pouco pelo Fluminense na semifinal: o Tricolor vencera o primeiro jogo por 1–0 e, na partida de volta, o Botafogo vencia por 2–0 até praticamente o último minuto, quando sofreu o gol que lhe tirou a classificação. Para o Campeonato Brasileiro, o time passou a ser comandado pelo português Luís Castro, que sofreu com duras críticas da torcida ao longo de todo ano: além da eliminação na Copa do Brasil diante do América Mineiro, nas oitavas de final, o Glorioso fazia campanha oscilante no Brasileirão, terminando apenas na 11.ª colocação.
As críticas ao treinador continuaram no início de 2023, principalmente depois que o Botafogo foi eliminado do Campeonato Carioca ainda na primeira fase, com uma derrota para a Portuguesa-RJ. Como consequência, o time foi obrigado a jogar a Taça Rio para obter uma vaga na Copa do Brasil de 2024, e conquistou o título ao golear o Audax Rio por 5–2. Entretanto, os torcedores ergueram uma faixa contra Castro durante a partida e protestaram contra o treinador. Contudo, a relação mudaria no Campeonato Brasileiro. O Glorioso iniciou a competição com cinco vitórias seguidas, igualando o recorde do São Paulo em 2011, com o melhor início de campeonato na era dos pontos corridos. A sequência fez com que diversos torcedores pedissem desculpas a Luís Castro. Em junho, na Copa do Brasil, o time foi eliminado mais uma vez nas oitavas de final, agora nos pênaltis pelo Athletico Paranaense. Ao final do mês, Luís Castro aceitou uma proposta do Al-Nassr, clube árabe onde jogava seu conterrâneo Cristiano Ronaldo, com salários girando em torno de R$ 30 milhões anuais. Além do pedido do craque português e da questão financeira, posteriormente Castro alegou que ficou magoado com as críticas recebidas na final da Taça Rio, o que teria pesado em sua decisão de deixar o alvinegro. Mesmo sem o treinador, o Botafogo seguiu com sua campanha quase impecável no Brasileirão: com 82,5% de aproveitamento, a equipe fez o melhor primeiro turno da história dos pontos corridos. Em determinado momento, o alvinegro chegou a abrir 13 pontos de vantagem em relação ao segundo colocado, o que aumentou fortemente as expectativas de título.

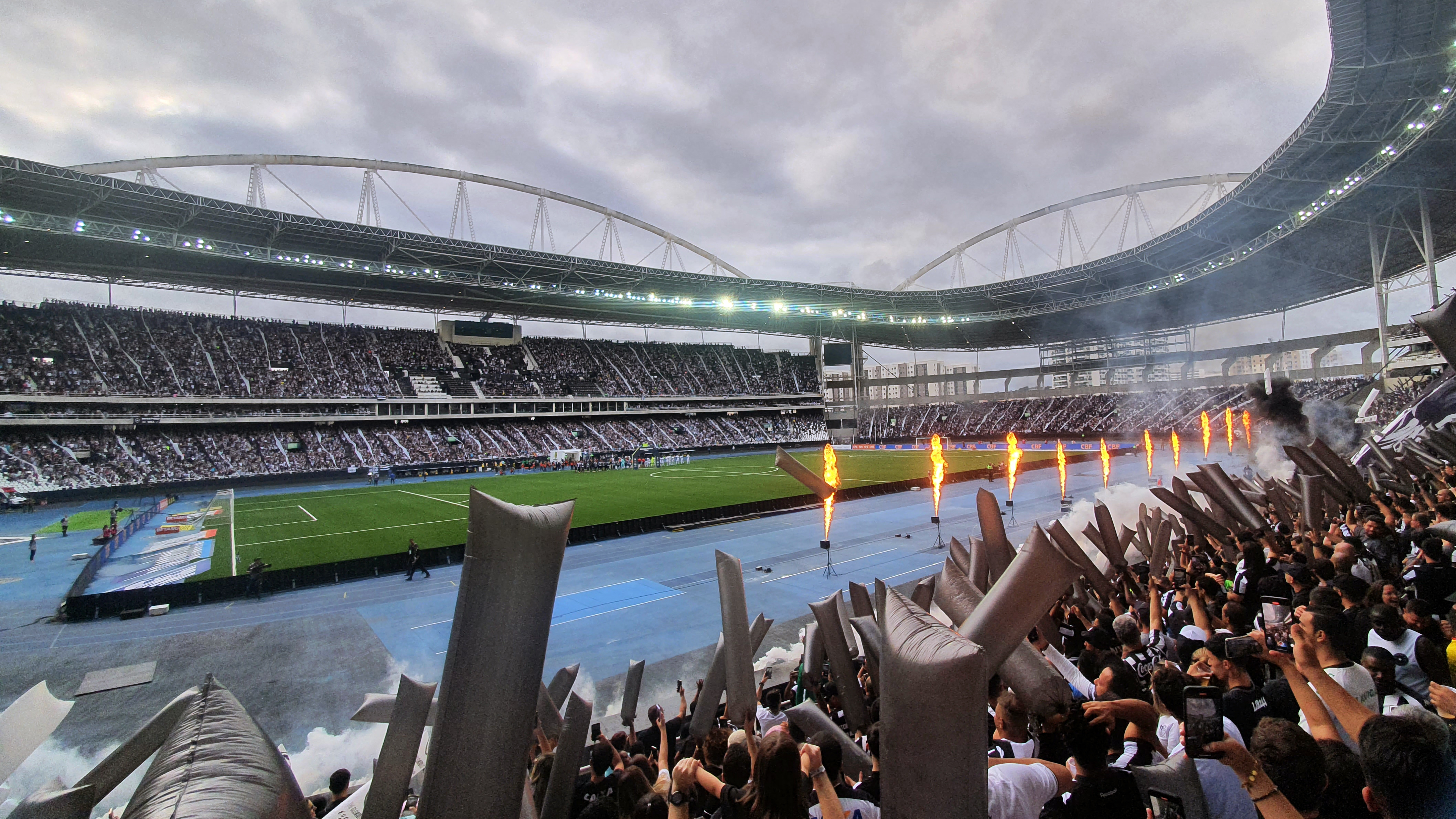
Mais de 43 mil torcedores no jogo contra o Coritiba pelo Brasileirão de 2023. Nesse ano, a torcida do Botafogo esgotou os ingressos no Estádio Nilton Santos em diversos momentos, mas o time fracassou em todas as competições

No entanto, no segundo turno o Botafogo fez uma campanha pífia. O time que encantara o país na primeira metade do campeonato trocou diversas vezes de treinador e mergulhou numa profunda crise, porém se mantinha na liderança, com a vantagem de pontos caindo rodada a rodada. Em paralelo, na Copa Sul-Americana, a equipe foi eliminada pelo Defensa y Justicia, da Argentina, nas quartas de final. No Brasileirão, o time chegou a ensaiar uma reação, porém tudo ruiu a partir do confronto direto contra o Palmeiras: após abrir 3–0 no primeiro tempo, o Botafogo sofreu a virada por 4–3 e viu o rival se aproximar na classificação. O time, que já vinha de dois jogos sem vitórias, não conseguiu mais nenhum triunfo no campeonato, e terminou o Brasileirão com 11 partidas seguidas sem vencer, incluindo alguns jogos traumáticos: nova derrota de virada por 4–3 em casa, dessa vez para o Grêmio, além de três jogos em que sofreu o empate nos acréscimos, contra Red Bull Bragantino, Santos e Coritiba – esse último com requintes de crueldade, após abrir o placar aos 51 minutos do segundo tempo e sofrer um gol do rival, que já estava rebaixado, cerca de um minuto e meio depois. Após liderar o campeonato por 31 rodadas e desperdiçar a maior vantagem de um líder na história do Brasileirão, o Botafogo terminou apenas na 5.ª colocação, o que rendeu a classificação para a fase preliminar da Copa Libertadores.
Contudo, em 2024, o Botafogo deu a volta por cima e teve o maior ano de sua história no futebol até então. A princípio, o clube não começou bem a temporada: ainda assombrado pela perda do Campeonato Brasileiro de 2023, o time estreou na fase preliminar da Copa Libertadores empatando por 1–1 contra o Aurora, da Bolívia, mais uma vez sofrendo um gol no último minuto, o que resultou na demissão do técnico Tiago Nunes. Coube a Fábio Matias, auxiliar técnico fixo do clube, a tarefa de comandar a equipe interinamente até a escolha de um novo treinador. Nesse período, o alvinegro foi mal no Campeonato Carioca e não se classificou para as semifinais, precisando se contentar com o bicampeonato da Taça Rio. Na Libertadores, o time avançou à fase seguinte goleando o Aurora no jogo da volta por 6–0 e, posteriormente, classificou-se mais uma vez eliminando o Red Bull Bragantino com uma vitória em casa e segurando o empate fora de casa, mesmo jogando todo o segundo tempo com um a menos. Na estreia da fase de grupos, a derrota para o Junior Barranquilla por 3–1, no Estádio Nilton Santos, culminou na última partida do interino à frente do Glorioso.
O confronto seguinte marcou a estreia do novo técnico, o português Artur Jorge, contratado junto ao Braga. Mesmo estreando com um revés diante da LDU Quito, e com a eliminação na Copa do Brasil para o Bahia, o treinador português aos poucos colocou o time nos eixos e venceu os três jogos seguintes da Libertadores, garantindo a classificação antecipada à fase de mata-mata. Em paralelo, o time começou bem o Campeonato Brasileiro e manteve-se no pelotão de frente ao longo de toda a competição, terminando o primeiro turno na liderança. Nas oitavas de final da Libertadores, o sorteio definiu o Palmeiras como oponente. John Textor, dono da SAF alvinegra, destacou o rival brasileiro como "grande adversário" e anunciou o jogo como uma "revanche", após o clube paulista ter ficado com o título do Brasileirão no ano anterior. No primeiro confronto, vitória botafoguense por 2–1; já na partida da volta, o empate por 2–2 garantiu a vaga ao Botafogo, somando o placar agregado em 4–3 e "invertendo" a derrota sofrida no ano anterior. Entre os dois embates contra o time paulista pela competição sul-americana, o alvinegro ainda goleou o rival Flamengo por 4–1 no Campeonato Brasileiro. No entanto, perderia a liderança para o Fortaleza no jogo seguinte, ao empatar sem gols com o Bahia. Uma rodada depois, em confronto direto contra os cearenses, o Glorioso logo retomou a ponta da tabela.

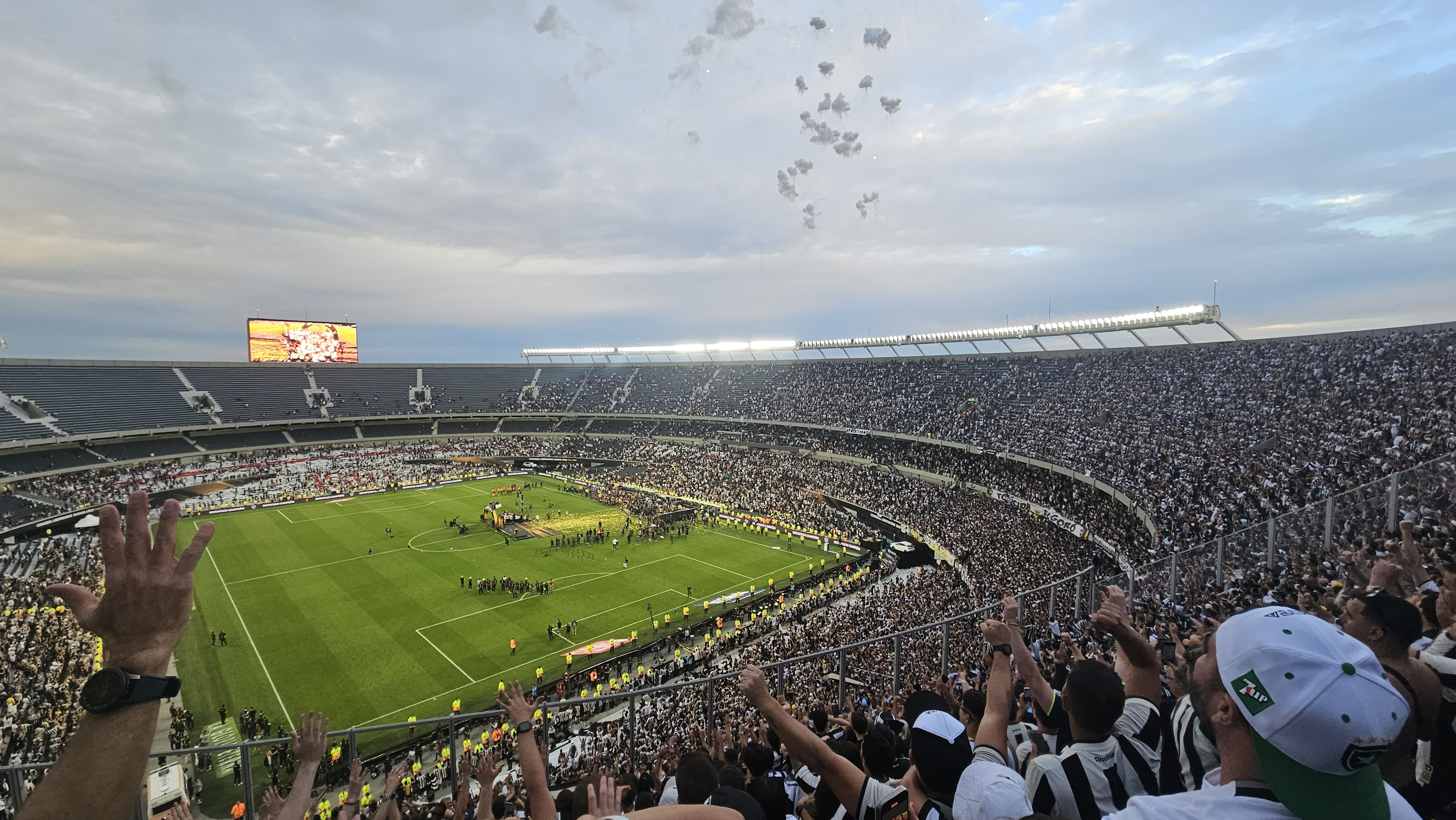
Torcida botafoguense comemora o título da Copa Libertadores no Estádio Monumental de Núñez, em Buenos Aires

Nas quartas de final da Libertadores, o Botafogo avançou nos pênaltis após dois empates contra o São Paulo e retornou à semifinal da principal competição continental após 51 anos. Nessa etapa, diante do Peñarol, a goleada por 5–0 no jogo de ida praticamente sacramentou a classificação inédita para a decisão, que foi confirmada mesmo com a derrota por 3–1 no jogo da volta. Na grande final da Libertadores, disputada no Estádio Mâs Monumental, em Buenos Aires, o adversário foi o Atlético Mineiro. O jogo contou com a presença de aproximadamente 72 mil torcedores, sendo 69.803 pagantes, a maioria deles botafoguenses, segundo informações de bilheteria divulgadas pela CONMEBOL. Foi o maior público de uma final desde a implementação do jogo único, em 2019. Em campo, o Botafogo teve o volante Gregore expulso logo no primeiro minuto, após falta cometida aos 29 segundos, e precisou jogar todo o restante da partida com um jogador a menos. Ainda assim, o time da Estrela Solitária conseguiu se organizar em campo, mesmo sem fazer nenhuma substituição no primeiro tempo, e abriu o placar com Luiz Henrique aos 35 minutos. Menos de dez minutos depois, o próprio Luiz Henrique foi derrubado na área pelo goleiro Éverson e o pênalti foi marcado após revisão do VAR. O lateral-esquerdo Alex Telles cobrou e ampliou o marcador. Logo no início do segundo tempo, o Atlético Mineiro descontou com Eduardo Vargas. Porém, o Botafogo segurou a pressão atleticana e ainda conseguiu fazer o terceiro gol no final da partida, com o artilheiro do torneio Júnior Santos, fechando a final em 3–1 e garantindo o título inédito, o maior da história do clube.
Quatro dias antes da final da Libertadores, o Glorioso ainda teve outra decisão pelo Brasileirão. Após empatar com o Vitória e perder a liderança para o Palmeiras a três rodadas do fim, o Botafogo enfrentou justamente o alviverde no duelo seguinte. Em confronto direto pelo título nacional, a vitória foi alvinegra em pleno Allianz Parque, por 3–1, e o primeiro lugar na classificação foi retomado. Com o triunfo diante do Internacional na penúltima rodada, o Botafogo chegou ao jogo derradeiro do campeonato dependendo apenas de si. No dia 8 de dezembro, data da fusão que deu origem ao Botafogo de Futebol e Regatas, o time derrotou o São Paulo por 2–1, com gols de Savarino e Gregore, e conquistou o seu terceiro título do Campeonato Brasileiro após 29 anos. Com isso, o alvinegro tornou-se o terceiro clube do Brasil a conquistar na mesma temporada a Copa Libertadores e o Campeonato Brasileiro, igualando os feitos do Santos nos anos 1960 e do Flamengo em 2019, fechando um ano histórico. Graças ao título da Libertadores, o Glorioso se classificou para a Copa Intercontinental da FIFA de 2024 e também para o Mundial de Clubes FIFA de 2025. Porém, na Copa Intercontinental, o time foi eliminado logo na estreia ao perder por 3–0 para o Pachuca, do México.

## Basquete

### Anos 1930 e 1940: primeiros títulos e fusão
Nos anos 1930, o Botafogo Football Club disputou as competições de basquete pela Associação Metropolitana de Basketball (AMB), que promoveu edições do Campeonato Carioca de 1933 a 1937, todas vencidas pelo clube. No final da década, o alvinegro se filiou à Federação de Basquetebol do Estado do Rio de Janeiro (FBERJ), à época denominada Liga Carioca de Basketball, e venceu o Campeonato Carioca de 1939. Por sua vez, o Club de Regatas Botafogo já disputava o torneio da FBERJ, conquistando o vice-campeonato em 1934 e 1937. A FBERJ não considera e não contabiliza os campeonatos da AMB como oficiais em seus documentos.
No início da década de 1940, o esporte foi responsável pela fusão dos clubes e o surgimento do atual Botafogo de Futebol e Regatas. Em jogo disputado entre as duas equipes, válido pelo Campeonato Carioca, o atleta Armando Albano, um dos principais cestinhas do Botafogo Football Club e da Seleção Brasileira, sofreu um mal súbito em quadra. Após o jogador ser levado ao vestiário, a partida recomeçou, mas logo a notícia de sua morte interrompeu o confronto, que marcava 23–21 para o clube de futebol. Envoltos em uma profunda atmosfera de comoção após a tragédia, os presidentes Eduardo Góis Trindade, do futebol, e Augusto Frederico Schmidt, do remo, promoveram a união dos clubes, oficializada no dia 8 de dezembro daquele ano.
Ainda em 1942, o Botafogo Football Club se sagraria mais uma vez campeão estadual, feito que o Botafogo de Futebol e Regatas repetiria nos três anos seguintes, em 1943, 1944 e 1945. O Glorioso ainda conquistou o torneio de 1947, estabelecendo uma hegemonia no Rio de Janeiro.

### Anos 1950 e 1960: pioneirismo nacional
A primeira edição do Campeonato Carioca de Basquete Feminino foi disputada em 1952. Três anos depois, em 1955, o Botafogo conquistou seu primeiro título estadual entre as mulheres. O clube ainda foi vice-campeão nas temporadas de 1956 e 1959.
Se na década de 1950 o alvinegro só obteve conquistas graças às mulheres, os anos 1960 foram repletos de títulos para ambos os sexos. No feminino, liderado por Martha, o clube sagrou-se tetracampeão estadual em 1960, 1961, 1962 e 1963. No masculino, o time foi tricampeão do Campeonato Carioca de 1966 a 1968. Em 1967, o Botafogo ainda entrou para a história como o primeiro clube carioca a se tornar campeão nacional de basquete ao conquistar a Taça Brasil, a principal competição do país à época. A partida final foi disputada no ginásido do Club Municipal, contra o Corinthians, que havia sido campeão nos dois anos anteriores. O confronto começou nervoso, com vantagem para o clube paulista, mas o Botafogo se reergueu e dominou as ações a partir do segundo tempo. Com uma cesta de Raimundo e um lance livre perdido por Amaury no final do jogo, fora os 23 pontos do cestinha César, o Glorioso venceu por 85–84 e ficou com a taça.
Com o título brasileiro, o Botafogo garantiu vaga para disputar a edição extra do Campeonato Sul-Americano de Clubes de 1967, no Chile. O time de General Severiano terminou o torneio na terceira colocação. Logo depois do certame, o Glorioso demonstrou interesse em sediar outra edição do Sul-Americano, esta considerada a oficial, que estava prevista para ocorrer no mesmo ano. Contudo, por falta de concorrentes, a segunda edição do torneio em 1967 não aconteceu. Assim, o Botafogo foi declarado o representante da América do Sul para o Campeonato Mundial Interclubes de 1968, nos Estados Unidos. O clube carioca ficou com a quarta posição no Mundial, após ser suplantado nas duas partidas que realizou. Na semifinal, foi derrotado pelo norte-americano Akron Wingfoots e, na disputa pelo terceiro lugar, sucumbiu diante do Olimpia Milão, da Itália.

### Anos 1990 e 2000: ressurgimento e crise
Após duas décadas em crise financeira e sem conquistas na modalidade – a melhor colocação foi o vice-campeonato no Campeonato Carioca de 1973 –, o Botafogo voltou às glórias nas quadras a partir dos anos 1990. Em 1991, o alvinegro derrotou o Flamengo nos dois jogos da final e sagrou-se campeão estadual. No feminino, o clube ficou com a taça em 1995, também derrotando o rival rubro-negro, dessa vez na semifinal.
Em 1999 e 2000, com uma equipe recheada de estrelas como Marcelinho, Alexey, Keith Nelson, Mãozão e Arnaldinho, o Glorioso chegou duas vezes seguidas à final estadual, mas acabou derrotado por Flamengo e Vasco da Gama, respectivamente. No Campeonato Nacional de 2001, o Botafogo eliminou o Fluminense nas quartas de final, mas parou nas semifinais após derrota diante do COC/Ribeirão Preto na série melhor de cinco. Apesar das boas campanhas, o clube acabou fechando o departamento profissional em 2002. No feminino, o Botafogo foi campeão estadual em 2006.

### Anos 2010: estreia no NBB e título continental
Em 2012, o alvinegro voltou a disputar uma edição do Campeonato Carioca, porém utilizando uma equipe praticamente amadora. O retorno ao basquete profissional de verdade só aconteceu em 2015, ano em que o clube disputou o Estadual ao lado de Flamengo e Macaé. Com investimento muito menor comparado aos rivais, o Botafogo terminou a competição em terceiro lugar, com apenas uma vitória. No mesmo ano em que retornou à modalidade no masculino, o clube anunciou o fim da equipe feminina profissional.
No Campeonato Carioca de 2016, o Glorioso voltou à disputa, dessa vez contra Flamengo, Macaé e Vasco da Gama. Apesar das contratações dos norte-americanos Phillip Flowers e Wesley Russel, o time perdeu todas as partidas da fase classificatória. Na semifinal, foi eliminado pelo Flamengo após duas derrotas. Já na Super Copa Brasil, torneio equivalente à terceira divisão do basquete nacional à época, o Botafogo foi eliminado pelo Santos-AP.
Em 2017, o clube disputou pela primeira vez a Liga Ouro, competição equivalente à segunda divisão do basquete brasileiro, que dá acesso ao NBB. Na fase de classificação, o alvinegro terminou em primeiro lugar com 11 vitórias em 16 partidas. Após eliminar o Blumenau na semifinal, o Botafogo sagrou-se campeão ao vencer o Joinville/AABJ na decisão. O armador norte-americano Jamaal Smith, contratado a menos de três semanas da estreia no torneio, foi eleito o MVP tanto da temporada regular quanto dos playoffs. Com o título, o Botafogo ganhou o direito de participar da décima edição do NBB.
A estreia no Novo Basquete Brasil aconteceu no dia 16 de novembro, no Ginásio Oscar Zelaya, em revés diante do Pinheiros. A primeira vitória na história da competição veio na partida seguinte: em jogo equilibrado, o alvinegro derrotou a Liga Sorocabana por 70–64. Ao fim da primeira fase, o Botafogo avançou aos playoffs como o último classificado, na 12.ª colocação, e enfrentou o Caxias do Sul nas oitavas de final. Após uma primeira partida emocionante, quando foi derrotado apenas na prorrogação, o alvinegro não foi páreo para o rival gaúcho nos confrontos seguintes e acabou eliminado da competição, perdendo a série por 3–0.
Para a temporada 2018–19, o Botafogo contratou o técnico Léo Figueiró, ex-jogador do clube, e se reforçou com nomes como o armador Coelho, o ala Arthur e os pivôs Ansaloni e Murilo Becker, além de Cauê Borges, eleito o melhor ala/armador da edição anterior do NBB, quando jogava pelo Caxias do Sul. No Campeonato Carioca, o alvinegro chegou à final pela primeira vez após 18 anos, depois de eliminar o Vasco da Gama na semifinal. Contudo, a equipe não foi páreo para o Flamengo na decisão e terminou com o vice-campeonato.
Já no NBB 11, ao final do primeiro turno, o time se classificou para a recém-criada Copa Super 8 e, após derrotar o Pinheiros, foi eliminado na semifinal para o Flamengo em jogo único. De forma tranquila, terminou a fase classificatória na 6.ª colocação e enfrentou o São José na primeira fase dos playoffs, vencendo a série melhor de três por 2–0. Nas quartas de final, encarou o Pinheiros em duelo duríssimo, que só foi decidido no quinto e último jogo: no Ginásio Henrique Villaboim, em São Paulo, o Botafogo derrotou o rival por 82–78, fechando a série em 3–2 e voltando a se classificar para uma semifinal de Campeonato Brasileiro, o que não acontecia desde 2001. Contra o Flamengo, o Glorioso até teve boas atuações, mas deixou a competição derrotado por 3–1 na série. Graças ao 4.º lugar no NBB, o Botafogo conquistou a vaga inédita para a Liga Sul-Americana.
Em sua primeira competição internacional desde o retorno ao basquete, o Glorioso iniciou a disputa com derrota para o Salta Basket, da Argentina, mas depois se recuperou com duas vitórias contra Nacional, do Uruguai, e San Andrés, da Colômbia. Na fase semifinal, mais momentos de superação: após vencer novamente o Nacional, o alvinegro suou para derrotar o Salta. Faltando 1,4 segundo para o fim do jogo, o time sofreu a virada no placar, mas garantiu o triunfo no estouro do cronômetro, a três milésimos do fim, com uma cesta de Arthur Bernardi. Na última partida da chave, em confronto direto contra o Ciclista Olímpico, da Argentina, o Botafogo perdia por 17 pontos no fim do terceiro quarto, porém conseguiu uma virada histórica no último período e se classificou para a grande final do torneio. No primeiro duelo da decisão contra o Corinthians, a equipe comandada por Léo Figueiró jogou muito mal e saiu derrotada em casa por 88–74, em jogo disputado na Arena Carioca 1. Contudo, a trajetória na Liga Sul-Americana estava marcada por grandes viradas do Fogão: mostrando muita entrega, os cariocas empataram a série no jogo seguinte, vencendo por 74–64, e voltaram a derrotar os corintianos na partida decisiva, dessa vez por 74–70, conquistando assim o primeiro título internacional da história do basquete botafoguense, com destaque para as atuações de Jamaal Smith e Cauê Borges, eleito o MVP das finais.

### Anos 2020: atualidade
Mesmo após a conquista do principal título da história do clube, o basquete do Botafogo iniciou 2020 em grave crise. Em fevereiro, já se noticiava que os jogadores e membros da comissão técnica estavam há três meses sem receber salário, mas uma verba de um contrato de patrocínio assinado com a AMBEV aliviaria as contas. Em abril, contabilizava-se quatro meses de vencimentos atrasados e sem perspectiva de pagamento, situação agravada pela pandemia de COVID-19 no Brasil, que inclusive culminou no encerramento da temporada do NBB 12 sem a disputa dos playoffs e sem a definição de um campeão. Para efeitos de seleção às competições continentais, a classificação da primeira fase serviu como colocação final para as equipes e o Glorioso fechou a temporada na 8.ª posição. Por conta do título da Liga Sul-Americana, o Botafogo estaria classificado para a Champions League Américas.
Contudo, nada disso importou: mesmo após a obtenção de verba junto à AMBEV graças à Lei de Incentivo ao Esporte, o clube se viu sem saída após a TIM, principal patrocinadora do basquete alvinegro, redirecionar os recursos para projetos de cultura devido a mudanças no contrato. Um dia antes do anúncio, o ala/armador Cauê Borges deixara o clube rumo ao Paulistano. Também na mesma semana, os dirigentes Gláucio Cruz (diretor de esportes olímpicos) e Alexandre Brito (vice-presidente de esportes olímpicos) deixaram os respectivos cargos. Todos os indícios, finalmente, resultaram no anúncio: no dia 30 de julho de 2020, foi confirmado oficialmente o encerramento do projeto de basquete, através de uma publicação do técnico Léo Figueiró nas redes sociais. Com isso, o clube abriu mão de suas participações no NBB e na Champions League Américas.
Entretanto, em novembro de 2020, o sócio-proprietário Carlos Salomão, nomeado diretor de basquete do Botafogo, recriou a equipe para disputar o Campeonato Brasileiro de Clubes, competição equivalente à segunda divisão do basquete nacional, que dá acesso ao NBB. Contudo, a equipe alvinegra desperdiçou a chance de voltar ao principal torneio do país após ser eliminada na semifinal pelo União Corinthians, que viria a ser o campeão da competição. Na edição de 2022, a equipe sequer se classificou para o mata-mata. Ainda assim, o clube pleiteou uma vaga na temporada do NBB, mas não conseguiu reunir as garantias financeiras exigidas para confirmar a participação.
Em 2023, o Botafogo oficializou seu retorno à elite do basquete brasileiro. O Glorioso não disputava uma edição do NBB desde 2019–2020. Na ocasião, o time terminou a temporada regular na 16.ª colocação e, nos playoffs, foi eliminado pelo Flamengo. Na temporada seguinte, foi eliminado ainda na fase classificatória.

## Natação

### Anos 1890 a 1900: surge a federação
O Botafogo é um dos clubes mais tradicionais do país na natação. No Rio de Janeiro, a modalidade surgiu por volta dos anos 1850, quando as disputas organizadas passaram a atrair o interesse do público e a prática regular deste tipo de exercício se tornou sinônimo de civilidade. Em 31 de julho 1897, ao lado do Icarahy, do Gragoatá e do Flamengo, o Botafogo foi um dos clubes fundadores da Federação Metropolitana de Natação, hoje denominada Federação Aquática do Estado do Rio de Janeiro (FARJ).

### Anos 1960 e 1970: época de ouro
Em 1967, o Botafogo foi campeão pela primeira vez do Troféu Brasil de Natação. No mesmo ano, o nadador botafoguense José Sylvio Fiolo conquistou a medalha de ouro nas provas dos 100 e 200 metros nado peito e a medalha de bronze no revezamento 4 x 100 metros medley nos Jogos Pan-Americanos de Winnipeg. Em 1968, Fiolo ainda bateria o recorde mundial dos 100 metros nado peito.
Na década de 1970, o alvinegro disputou com o rival Fluminense a força da natação carioca e nacional. Entre 1971 e 1974, o clube da Estrela Solitária sagrou-se tetracampeão do Troféu Brasil de Natação e, de 1972 a 1975, também foi tetracampeão do Troféu José Finkel.

### Anos 2000 e 2010: destaque estadual
No início do século XXI, o Botafogo conquistou títulos a nível estadual em diversas categorias e foi bicampeão carioca adulto em 2005 e 2006. Em 2010, ficou em 5.º lugar no Ranking Brasileiro de Clubes e conquistou pela sexta vez o Troféu Eficiência Estadual.

## Polo aquático

### Anos 1910 e 1920: o começo
Primeiro esporte coletivo a participar dos Jogos Olímpicos da Era Moderna, o polo aquático começou a ser praticado no Rio de Janeiro no início do século XX, na extinta Praia de Santa Luzia. Inicialmente, a modalidade era praticada no mar, em lagos ou rios e, tão logo, a Enseada de Botafogo tornou-se um dos pontos de prática do esporte, que ganhou seu espaço em diversos clubes da cidade, dentre eles o Botafogo.

### Anos 1940 a 1960: primeiros títulos
Em 1942, o Botafogo sagrou-se pela primeira vez campeão do Campeonato Carioca. Curiosamente, o primeiro título oficial na modalidade também foi a última conquista do Club de Regatas Botafogo antes da fusão com o Botafogo Football Club. Ainda na década de 1940, o clube seria campeão mais três vezes: em 1944, 1947 e 1949. Após um período sem títulos nos anos 1950, o alvinegro voltou a levantar o caneco em 1963, 1965 e 1966.

### Anos 1980 e 1990: sucesso a nível nacional
No começo dos anos 1980, o Botafogo foi campeão estadual em 1980, 1982 e 1983, feito que repetiria em 1995 e 1996. Outrossim, esse período marcou também o início das glórias a nível nacional: o alvinegro foi bicampeão do Campeonato Brasileiro em 1995 e 1996, à época chamado de Troféu João Havelange.

### Anos 2000 e 2010: início da soberania
No século XXI, o clube conquistou o Campeonato Carioca em 2005, 2006, 2009 e 2010. Na Liga Nacional, competição que substituiu o Troféu João Havelange como Campeonato Brasileiro da modalidade, o Botafogo ficou com o título em 2015, além de conquistar o Troféu Brasil em 2016.
Em 2009, com o surgimento do Troféu Olga Pinciroli, o time passou a disputar também torneios femininos. Ao todo, o clube coleciona três medalhas de bronze e um vice-campeonato na competição. Em 2014, chamou atenção na modalidade ao contratar a norte-americana Brenda Villa, quatro vezes medalhista olímpica, tricampeã mundial e eleita a melhor jogadora do mundo da década de 2000.
Em 2016, a equipe masculina foi campeã da primeira edição da Liga Sul-Americana de clubes, o que rendeu também o título da SuperLiga Nacional. Nos Jogos Olímpicos, a Seleção Brasileira contou com seis atletas do clube, terminando a disputa com um histórico 8.º lugar. No ano seguinte, o Botafogo voltou a brilhar internacionalmente ao conquistar o Campeonato Sul-Americano de clubes.

## Remo

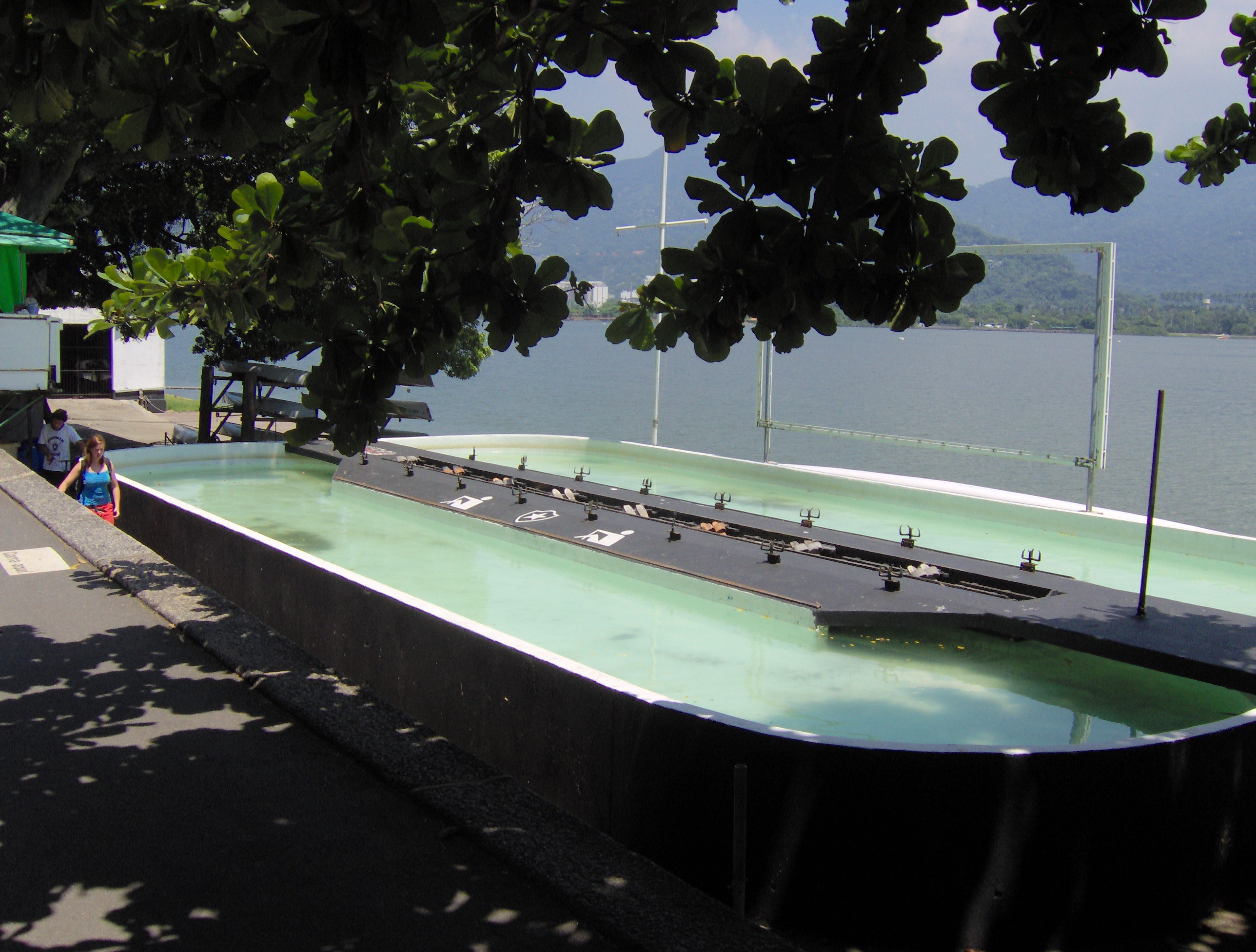
Barco para treinamento de remo na sede náutica do clube

Com sede em um dos cartões postais mais bonitos do Rio de Janeiro, o remo alvinegro surgiu em 1891 com o nome Grupo de Regatas Botafogo. No entanto, logo depois, o clube precisou encerrar suas atividades, voltando três anos depois como Club de Regatas Botafogo. É um dos principais esportes do clube em toda história, ao lado do futebol. Foi do Alvinegro a maior revelação do remo nacional: Antônio Mendes de Oliveira, que acabou se tornando campeão brasileiro em 1902. Em 1924, Antônio se tornou presidente do Botafogo. Atualmente, o remo alvinegro conta com grandes atletas, como Aílson Eráclito da Silva, Célio Dias Amorim, Armando Marx, Anderson Nocetti, Diego Nazário, Bianca Miarka e Marciel Morais. O remo alvinegro também é destaque no paraolímpico com Isaac Ribeiro, que sagrou-se tricampeão brasileiro e participou da Copa do Mundo da Eslovênia e das Paralimpíadas de Londres.

## Voleibol

### Anos 1930 a 1950: início vencedor
Referência nacional e internacional no esporte, o Botafogo foi pioneiro a nível estadual e sagrou-se campeão das cinco primeiras edições do Campeonato Carioca Masculino, de 1938 a 1942. O time ainda repetiria o feito em 1945, 1946 e 1950. Já no Campeonato Carioca Feminino, o alvinegro ficou com o título nas edições de 1939, 1940 e, posteriormente, de 1946 a 1950.

### Anos 1960 e 1970: tri sul-americano e tetra brasileiro
Após um período de doze anos sem conquistas nas quadras, o Glorioso voltou a levantar um troféu no voleibol em 1962, quando conquistou novamente o Campeonato Carioca Masculino. Até o fim dos anos 1970, o Botafogo se tornaria o maior campeão do torneio ao ficar em primeiro lugar em mais treze oportunidades (onze consecutivas), a última delas em 1979. Nessa mesma época, o clube se tornaria uma das maiores potências na modalidade ao vencer títulos a nível nacional e internacional. Liderado por nomes como Ary Graça, Bebeto de Freitas, Carlos Arthur Nuzman e Mario Dunlop (presente em todas as conquistas), o Botafogo foi tricampeão do Campeonato Sul-Americano, em 1971, 1972 e 1977, e tetracampeão brasileiro ao vencer a Taça Brasil em 1971, 1972 e 1975 e a Superliga Brasileira em 1976. Ao todo, o clube conquistou mais de 30 títulos entre 1965 e 1978.
Ao passo em que o Botafogo conquistava tudo e se tornava uma potência no masculino, a equipe feminina conquistou apenas um título profissional nessa época. Em 1964, com jogadoras como Eunice Rondino e Marly, o clube faturou o Campeonato Carioca Feminino após derrotar o Fluminense na final.

### Anos 1980 e 1990: decadência

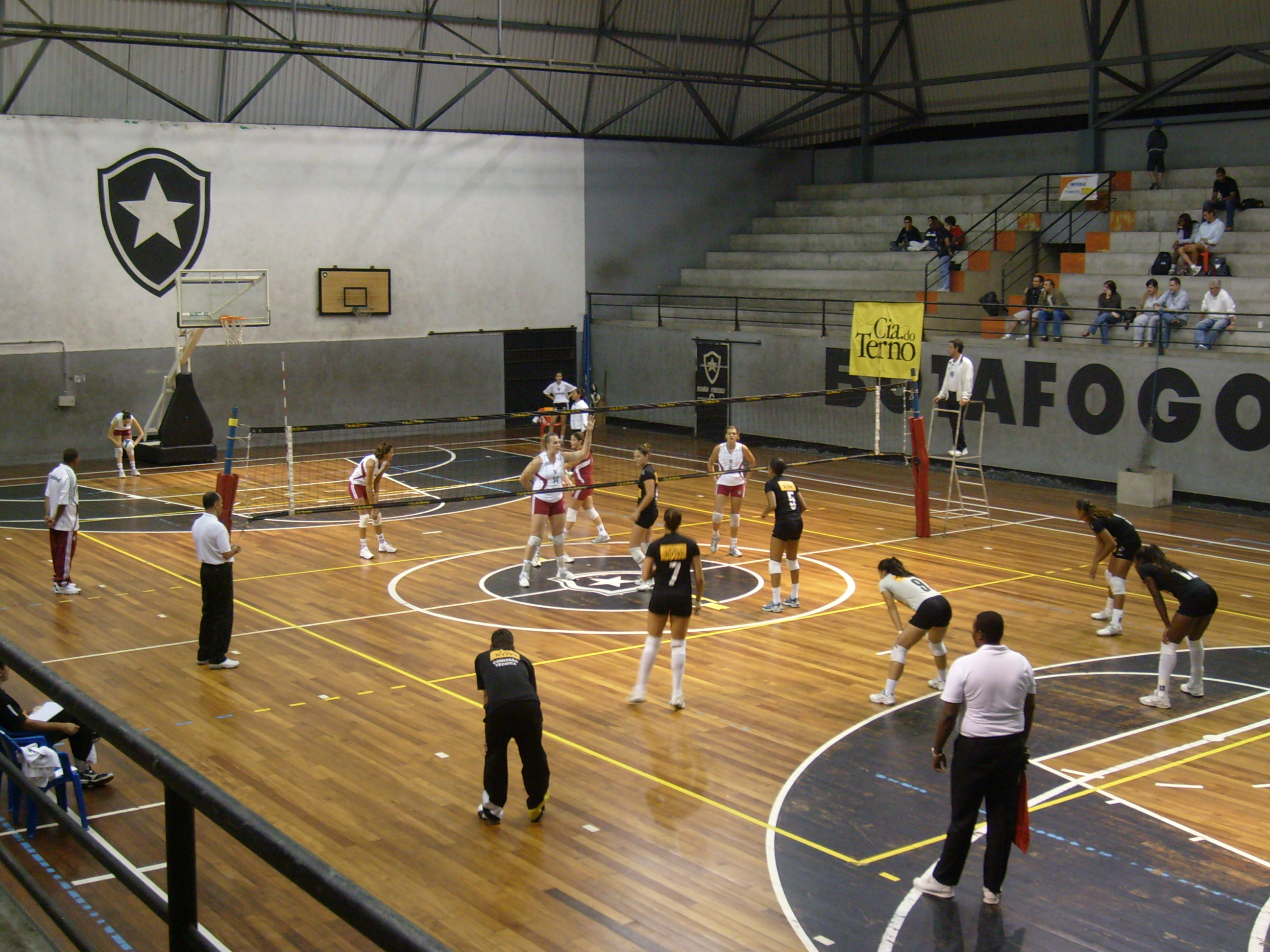
Semifinal entre Botafogo e Fluminense pelo Campeonato Carioca Feminino de 2008

Mesmo depois da época de ouro nas décadas anteriores, o alvinegro aos poucos foi abandonando a modalidade. No masculino, a última vez que o clube disputou uma competição a nível nacional foi em 1984, quando terminou em quinto lugar na Taça Brasil. Desde então, o Botafogo participou apenas de torneios estaduais como o Campeonato Carioca e a Copa Rio, sem obter conquistas. No feminino, a equipe sagrou-se campeã estadual em 1995, liderada pela levantadora Ana Richa. Graças ao título, o clube participou da Superliga Brasileira daquela temporada, terminando a competição em 9.º lugar.

### Anos 2000 e 2010: o retorno à elite cancelado
Somente em 2007, 28 anos depois da última conquista, o Botafogo voltaria a ser campeão do Campeonato Carioca Masculino ao derrotar a Unipli na decisão. Em 2013, o clube voltou a disputar uma competição nacional após 29 anos de ausência ao participar da Supercopa. Na ocasião, o alvinegro chegou a vencer a etapa Mata Atlântica e terminou a fase final da competição em terceiro lugar. No feminino, o clube chegou ao vice-campeonato estadual em 2008, quando perdeu a decisão para o Rexona/Ades. Em 2015, a equipe sagrou-se campeã da Taça Rio.
Em 2015, o Botafogo venceu a Taça Rio Masculina e garantiu participação na Superliga B de 2016, a segunda divisão do voleibol nacional. Na disputa, porém, acabou eliminado na semifinal, derrotado pelo Castro, e perdendo a chance de acesso à elite. Em 2017, mais uma vez não conquistou a promoção na Superliga B, novamente eliminado na semifinal, dessa vez para o SESC. Na Taça Ouro, mesmo contando com o levantador Marcelinho, vice-campeão olímpico, o clube desperdiçou pela terceira vez a chance de se classificar para a divisão principal da Superliga após derrota para o Corinthians/Guaralhos na última partida. Já na Superliga B de 2018, o alvinegro começou irregular, mas subiu de produção nas rodadas finais e terminou a fase classificatória em 3.º lugar. Nas quartas de final, derrotou o UPIS/Brasília, porém foi eliminado pela terceira edição consecutiva na semifinal, dessa vez para o Itapetininga, adiando pela quarta vez o acesso à elite do voleibol.
Em 2019, finalmente o acesso veio: após vencer todos os sete jogos da fase classificatória, o Botafogo chegou aos playoffs como favorito. Nas quartas de final, eliminou o Vôlei Canoas com duas vitórias por 3–0. Na semifinal, começou perdendo a série para o Lavras, mas derrotou o adversário nas duas partidas seguintes e se classificou para a final da Superliga B, garantindo o acesso para a elite do voleibol após 35 anos de ausência. Na decisão em jogo único, contra o Blumenau, a equipe alvinegra comandada pelo experiente oposto Lorena sagrou-se campeã da Superliga B. Apesar de tudo, o clube acabou encerrando a equipe de vôlei profissional antes do início da nova temporada, ao final de outubro do mesmo ano, alegando dificuldades financeiras. Principal destaque da equipe, Lorena não poupou críticas à diretoria, afirmando ter visto a maior covardia de sua vida.
"Se sabia que ia dar merda, não montava o time. Quando subimos, todo mundo queria o time, todo mundo apareceu na empolgação. Disseram que tinham R$ 3 milhões para montar o time. Saíram contratando gente. Botafogo foi o primeiro a contratar. E, agora, dá nisso. É chocante, uma vergonha. Foram poucos que fizeram alguma coisa. Achando que cairia do céu, com incentivo de R$ 4,8 milhões. Caras não conseguem captar um milhão! O projeto custava R$ 1,7 mi. Presidente virou na minha cara e disse que não tínhamos nenhum vínculo. Eu disse: “Presidente, fomos na abertura da Superliga, treinamos todos os dias, tivemos a apresentação do time”. Como não temos vínculo?."— Lorena